# ゴッドファーザー (映画)
『ゴッドファーザー』（原題:The Godfather）は、1972年に公開されたアメリカ映画。監督はフランシス・フォード・コッポラ。
マリオ・プーゾによる同名小説の映画化作品で、三部作（または二部作と後日譚ともされる）「ゴッドファーザー・シリーズ」の第一弾。2004年のデジタルリマスター版公開時における日本でのキャッチコピーは、「権力という孤独 愛という哀しみ 男という生き方」。

## 概要
家族の愛と絆、義理と人情、忠誠と裏切り、金と権力などが交錯するなかで揺れ動く人生の機微や人間社会の模様をイタリア系移民の裏社会を通して描き出した、一大叙事詩の第1章である。
20世紀半ばにおけるアメリカの移民社会やマフィア暗躍時代の実態をギリシア悲劇やシェイクスピアやドストエフスキーにも通ずる格調高い年代記としてまとめ上げられた脚本に、19世紀の豪華なオペラ様式や黒澤明の影響を示唆させる複数の対照的要素が連続的および並列的に配置されたダイナミックな物語の構図、イタリア系を中心とした個性的な俳優陣によるリアルで重厚な演技、忠実に再現された戦後間もないアメリカやシチリアの雰囲気を秀逸なカメラワークと郷愁的色調やフィルム・ノワールならびにドイツ表現主義的陰影に満ちた照明で捉えた芳醇な映像美に、ニーノ・ロータによる叙情的な旋律の劇伴など、その画期的な作風で新たな映画芸術を確立した。
公開されるや当時の興行記録を塗り替える大ヒットになるとともに評論家や映画関係者からも高い評価を受け、同年度のアカデミー賞において9部門にノミネート、そのうち作品賞・主演男優賞・脚色賞を受賞、劇伴は同年度のグラミー賞 映画・テレビサウンドトラック部門を受賞した。
テレビ放送の普及による米国映画産業の衰退を打開したブロックバスター映画の発端となる作品であると同時に、芸術的なこだわりが強い映画であっても興行的に成功できることを世界に証明した。また、監督から脚本家や俳優や音楽担当に至るまで、多くのイタリア人が製作に関与した映画であり、これまでのハリウッドに当然のように蔓延していたホワイトウォッシング（白人以外の役を白人が演じること）を打開した先駆的作品とも考えられている。
1990年には、「文化的、歴史的、また芸術的に重要である」としてアメリカ国立フィルム登録簿に永久保存登録された。2006年には、フランシス・フォード・コッポラ監督および撮影監督のゴードン・ウィリスによって、ネガフィルムの大規模な修復プロジェクトが1年半かけて行われ、その出来も高い評価を得た。
「ゴッドファーザー」（またはゴッドマザー、ゴッドペアレンツ）とは、日本語版では原作、映画共に「名付け親」と訳されているが、正式にはキリスト教（特にカトリック）文化において洗礼式に選定される代父母のことであり、その後の生涯にわたって第二の父母として人生の後見を担う立場である。すなわち、タイトル『ザ・ゴッドファーザー』は、主人公のドン・コルレオーネが幅広く一族郎党のボスであることを暗示している。

## あらすじ
第二次世界大戦終戦直後の1945年。ニューヨーク五大ファミリーの一角で、最大の勢力を誇るイタリア系マフィア「コルレオーネ・ファミリー」の邸宅では、ドン・コルレオーネ（ヴィトー）の娘コニーの結婚式が盛大に開かれていた。ドンには他に3人の息子と1人の事実上の養子がおり、その中で末弟であるマイケルはただ一人裏社会には入らずに大学を経て軍隊に入り、戦場での活躍で英雄扱いを受けていた。式に参列したマイケルは婚約者のケイを家族に紹介し、祝福される。その華やかな雰囲気の一方で、ヴィトーは娘を凌辱された葬儀屋の男の請願を執務室にて受け、困惑しながらもその報復を部下に指示する。また、自らが代父となった歌手のジョニーからも懇願を受け、弱気なジョニーを叱咤激励しつつ、養子かつ組織のコンシリエーレである弁護士のトム・ヘイゲンを介して、ジョニーを干そうとしていたプロデューサーのウォルツを脅し、彼が大事に育てていた雄馬の首を切り取り、彼のベッドへと放り込ませる。
ある日、五大ファミリーのタッタリア・ファミリーの客分で麻薬密売人のソロッツォが、政治家や司法界への太い人脈を持つコルレオーネ・ファミリーに麻薬（ヘロイン）の取引を持ちかけてくる。麻薬取引を固く禁じるヴィトーは拒絶するが、長男で跡継ぎ（アンダーボス）のソニーは迂闊にも乗り気の姿勢を見せる。そのため、ソロッツォ（及びタッタリア）は邪魔なヴィトーを消せば取引は可能と考え、ヴィトーへの暗殺未遂事件を起こす。複数の銃弾を受けたヴィトーは昏睡状態となるも一命を取り留め、ソロッツォは思惑が外れて焦る。一方のコルレオーネ・ファミリーではソニーが報復を訴えるも、全面抗争を避けたい他の幹部らに説得され、様子を見ることになる。そんな中、夜半の病院で、いまだ意識の戻らない父の見舞いに来たマイケルは、味方の護衛達が警察の指示で追いやられたと知り、敵の暗殺者が迫っていることに気づく。マイケルは機転を利かせて父を別室に移し、同じく見舞いに来ていたパン屋のエンツォと共に玄関で見張りに立ち、近づいてきたタッタリアの襲撃者たちを素通りさせる。間もなくタッタリアの依頼を受け護衛たちを帰らせたマクラスキー警部が病院に到着し、目論見を失敗させたマイケルの顔面を殴りつける。トムの機転で護衛問題は片付くが、再度父を狙われたことに激怒したソニーはタッタリアの跡継ぎブルーノを殺害し、ここに全面抗争が確定する。また、父を守る思いと怒りに燃えるマイケルは裏社会に入ることを決意して兄ソニーや父の盟友で幹部（カポ・レジーム）のクレメンザやテシオに相談する。そしてマイケルは、ソロッツォとマクラスキーとの会談に応じる振りをして、レストランでの交渉の席で二人を射殺すると、ケイに黙ったまま、組織と縁が深いシチリア島へ高跳びする。
その後もニューヨークでの抗争は熾烈を極め、コルレオーネ・ファミリーはソニー指揮の下でタッタリアに大損害を与えていた。コルレオーネの勝利が間近と見られていたが、そんな折に、ソニーは妹コニーがその夫のカルロより日常的に暴力を受けていることを知って激しく怒り、義弟カルロを問い詰めるために単身屋敷を飛び出してしまう。その隙を狙われ、ハイウェイの料金所にてソニーは刺客たちから短機関銃の集中射撃を浴びて無残に殺される。一方、シチリア島で知り合った現地の美女アポロニアと結婚し安穏とした生活を送るマイケルにも敵の手が伸び始めており、護衛役のファブリツィオの裏切りでアポロニアが爆死する。
意識を回復するもまだ体調は万全ではないヴィトーは息子ソニーの死にショックを受けつつ、タッタリアとの手打ちを決める。コルレオーネに次ぐ勢力を誇るバルジーニが仲介役となって五大ファミリーの会合が開かれ、その場でヴィトーは麻薬取引を部分的に認めつつ、残る息子マイケルの身の安全を要求し、タッタリアとの講和が結ばれる。その帰途、ヴィトーはトムに今回の騒動の黒幕はバルジーニだと指摘する。
ヴィトーは帰国したマイケルを正式にファミリーの跡継ぎにすることを決め、自らは相談役として退く。若く新参のマイケルに不安を覚える部下たちも多い中、マイケルは5年以内にファミリーを合法化して一部のシマは譲ると言い、また有能だが平時の人材と目する義兄トムを遠ざけ、ファミリーの仕事をしたがっていた義弟カルロを重用する。加えてマイケルはケイと再会して結婚し、2人の子供をもうける。しかし、コルレオーネ・ファミリーは落ち目だと内外にみなされ始めており、ラスベガスを新天地とする構想は、次兄フレドを預かっているラスベガスの有力者モー・グリーンとの対立で破綻する。また、死期が近いことを悟ったヴィトーは、マイケルに自分の死後にバルジーニが動き出すだろうと忠告し、さらにバルジーニとの会談を持ちかけてくる者が裏切り者だと告げる。間もなくヴィトーは孫と庭の菜園で過ごしている際に心臓発作で亡くなり、その葬儀の場でテシオがバルジーニとの会談を持ちかけてくる。マイケルは会談の日を自らが代父（ゴッドファーザー）となる妹コニーの息子の洗礼式の日と定める。
洗礼式当日、マイケルは信頼するロッコやアル・ネリらに命令を下し、バルジーニを含めたニューヨーク五大ファミリーのドン全員と、モー・グリーンの同時暗殺を実行する。さらにテシオを粛清し、実は家庭内暴力が故意のもので、バルジーニにそそのかされてソニー暗殺計画の一端を担っていたカルロをも粛清する。
数日後、転居を控えたコルレオーネ邸に酷く取り乱したコニーが現れ、洗礼式の日に幼子の父親であるカルロを殺したこと、そもそも初めから殺すために手元に置く目的で重用していたことなどを指摘し、兄マイケルを人でなしと罵る。それを聞いて心配になるケイは事実かとマイケルに問うが、彼はこれを否定する。表面的には安堵の顔を浮かべるケイであったが、書斎に入ってきたカポ・レジームたちが新たなドン・コルレオーネとしてのマイケルに忠誠を誓う姿と、不安気な表情の妻の目の前でドアが閉じられるところで物語は終わる。

## 登場人物

### 主人公

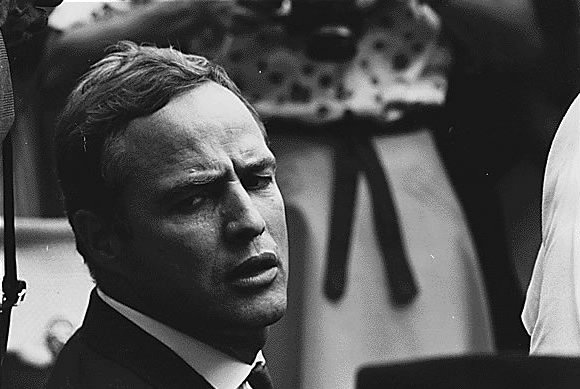
マーロン・ブランド（1963年）

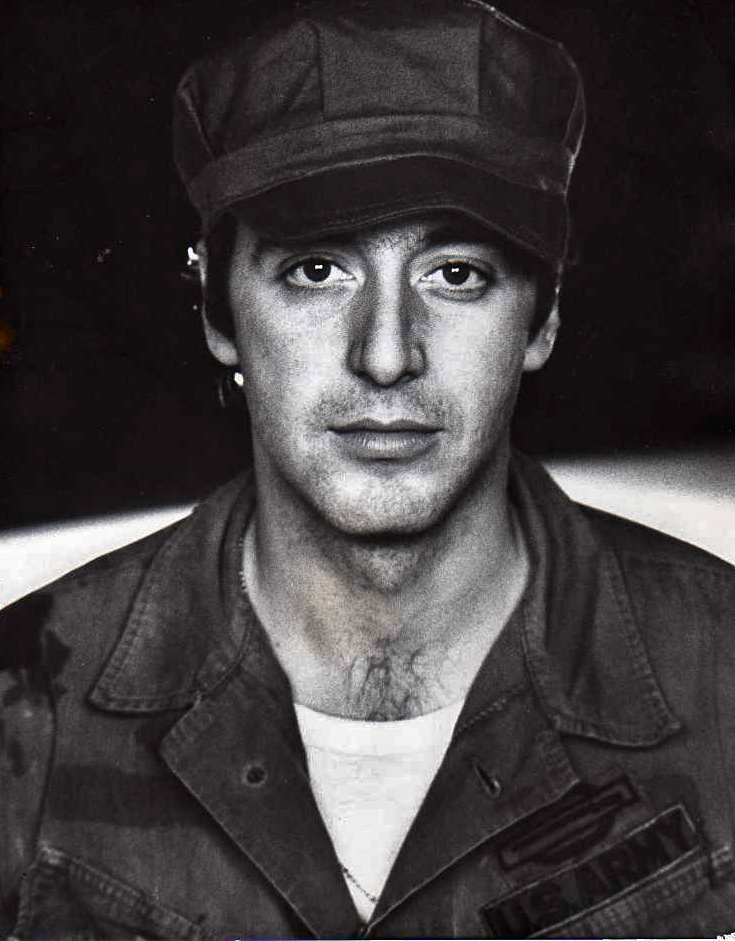
アル・パチーノ（1977年）

ヴィトー・コルレオーネ
演 - マーロン・ブランド
通称ドン・コルレオーネ。ニューヨーク五大ファミリーである大マフィア「コルレオーネ・ファミリー」の長。元はシチリア島出身の移民で、一代でニューヨーク最大のマフィア組織を築く。犯罪組織の長であるものの、道徳心は強く、また義理堅く、慈悲深い性格であるため、部下だけでなく一般人からも深く尊敬される。アメリゴのように距離を置かれた人物に対しても、そのことだけを理由に積極的に害すようなことはしない。必要とあれば暴力も厭わないが、シノギも賭博や酒、組合といったものに限定し、麻薬を固く禁じる。政治家や司法界にも多くの人脈を持っており、他のファミリーらから羨望される。

マイケル・コルレオーネ
演 - アル・パチーノ
ヴィトーの三男。コルレオーネ一族としては線の細い容姿だが、父に似て内に闘志を秘め、知性に優れる。ヴィトーのお気に入りであったが自らの意思で家業と距離を置きダートマス大学に進学、戦争が始まると父の反対を押し切ってアメリカ海兵隊に入隊し、戦場での活躍で英雄扱いされる。そのまま表の世界で活躍することをヴィトーからも望まれており、本人も一族とは一線を引いていた。しかし一連の抗争の中で、裏社会に入ることを決意し、最終的には長兄ソニーの死などを経て、正式にファミリーの2代目ドンとなる。

### コルレオーネ・ファミリー

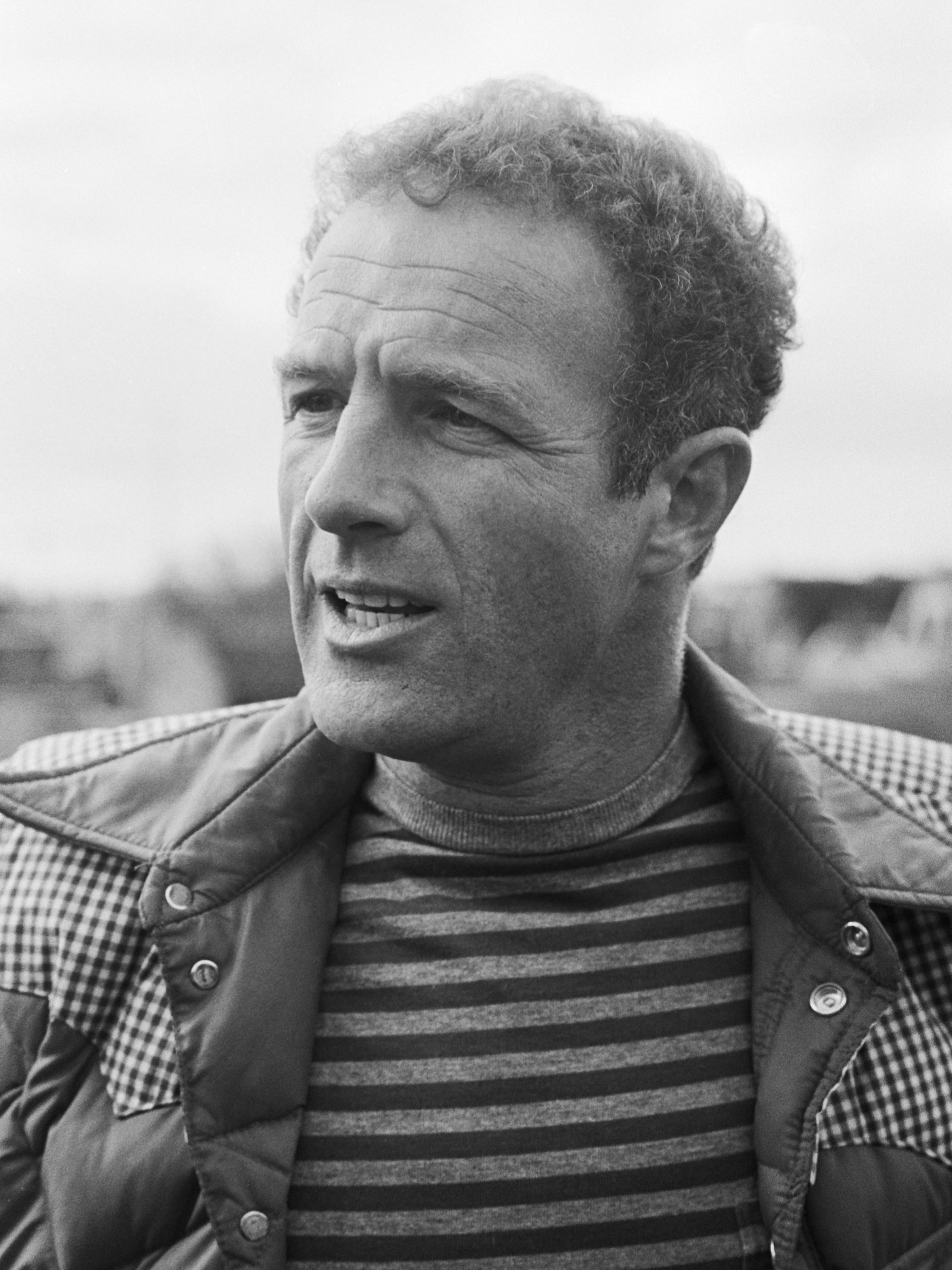
ジェームズ・カーン（1976年）

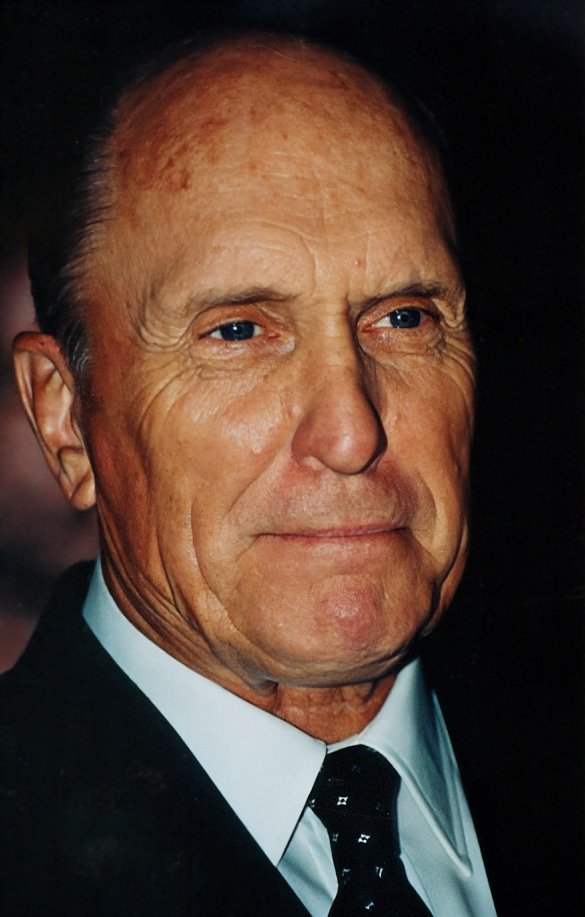
ロバート・デュヴァル（2002年）

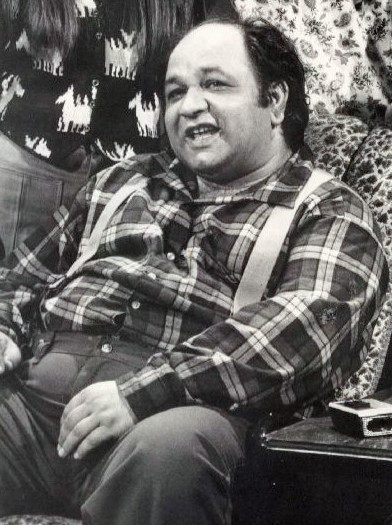
リチャード・カステラーノ（1972年）

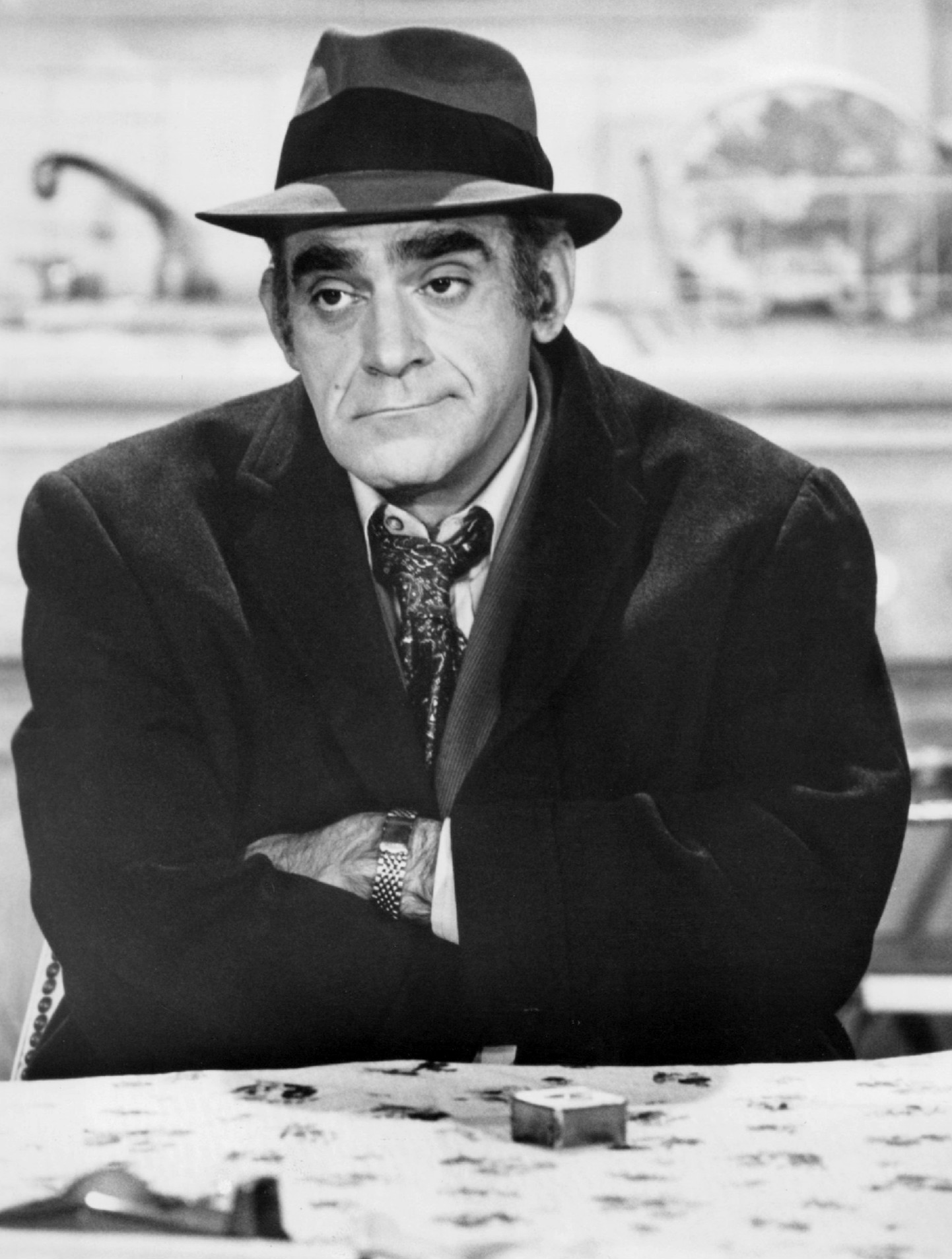
エイブ・ヴィゴダ（1977年）

ソニー・コルレオーネ
演 - ジェームズ・カーン
ヴィトーの長男かつ組織のアンダーボス（ドンに次ぐ地位）。ヴィトーの跡継ぎと目されており、マフィアの長としては申し分ないものの、ヴィトーほどの聡明さはない点を心配されている。良くも悪くもシチリアの男らしいと評され、真っすぐで短気な性格故に暴力沙汰が絶えず、女癖も悪い。家族からはヴィトーからのみ愛称ではない「サンティノ」と呼ばれている。
父と違い麻薬ビジネスに乗り気の姿勢を見せたが、父が襲撃されて瀕死の重傷を負うとタッタリアとの抗争を決意し、陣頭指揮をとる。ブルーノの殺害に成功するなど一定の戦果を得るも、短気で逆上しやすい性格が災いし、単身で行動したところをハイウェイの料金所で待ち伏せていた殺し屋達から短機関銃の一斉射撃を全身に受けて殺される。
原作ではヴィトーからボスの器ではないとみなされており、最初からヴィトーはマイケルを跡継ぎにしたがっていた。
フレド・コルレオーネ
演 - ジョン・カザール
ヴィトーの次男。およそマフィアとも理想的なシチリア人とも程遠い、気が弱く胆力に欠けた青年。ヴィトー襲撃事件では父に同行していたが、突然の事態に動揺し、まともに銃を扱えず敵を取り逃がす。その後、タッタリアとの抗争が激化する中で、カジノビジネスを学ぶという名目でラスベガスの友好組織のモー・グリーンの下へ送られ、庇護を受ける。ラスベガスではモーに手球に取られる形で自堕落な生活を送る。
原作ではかなり女性関係が派手になったことなどが明示されており、それがヴィトーの倫理観に触れ、勘気を蒙っている。他にも数ヶ月の内になんども性病を患い、また何人もの女性を堕胎させている。ただし、現地ではホテル経営に才があると評され、その点でヴィトーに驚かれている。
トム・ヘイゲン
演 - ロバート・デュヴァル
ヴィトーの事実上の養子かつ組織の相談役（コンシリエーレ）。ドイツ系であり、12歳の頃に親に捨てられた孤児だったところをヴィトーに拾われる。実の両親や出自に配慮するという理由で法的には正式な養子にはされず、苗字はヘイゲンのままであるが、ソニーやマイケルらと同等に愛情を受けて育ち、学費を援助してもらい大学を出て弁護士資格を得る。このため、血がつながらずともヴィトーには父として多大な恩義を感じており、組織に尽くす。先代コンシリエーレのアッバンダンドを師とし、彼の死去に伴い、その才覚と忠誠心から非イタリア系ながらヴィトーも大抜擢されて組織の重職についていた。
物語後半ではラスベガスに拠点を移すマイケルの計画のために、表向きはコンシリエーレを解任され、顧問弁護士扱いとなる。しかし、ヴィトーと共にマイケルの才覚を熟知する数少ない人物であり、その側近として行動する。
原作ではシチリア人の出自の誇りの強さから、非イタリア系がコンシリエーレに任命されたのはヴィトー最大の失策とまでマフィア達に評され、コルレオーネ・ファミリーが落ち目とみなされている一因にもなっている。
ピーター・クレメンザ
演 - リチャード・カステラーノ
ヴィトーの盟友かつ最古参の幹部（カポ・レジーム）。恰幅の良い男で武闘派、ヴィトーからは暴力はやりすぎることがないと言われている。ファミリー内では世話好きで面倒見がいい。ソロッツォ殺しでは暗殺での立ち回り方をマイケルに教えこむ。
ヴィトーからマイケルにドンが替わっても終始ファミリーに忠実な立場を貫いており、終盤、クレメンザが裏切るのではないかとトム・ヘイゲンが疑った場面でも、マイケルからは裏切りを企むような器用な人物ではないと即座に否定されるような実直さを持っていた。
サルバトーレ・"サル"・テシオ
演 - エイブ・ヴィゴダ
ヴィトーの盟友かつ最古参の幹部（カポ・レジーム）。長身細身で冷静沈着な男。聡明で武闘派としても申し分なく、最高のソルジャー（マフィアの階級）と評されてコルレオーネ・ファミリーを支えてきた重鎮であり、ヴィトーから誰よりも信頼されたといわれる。
ヴィトー亡き後のファミリーを悲観しており、バルジーニの誘いに乗ってマイケル暗殺の策謀に加担する。ヴィトーの葬儀の場でバルジーニとの会談をセッティングしたことをマイケルに伝えるものの、この仲介役を買って出る人物が裏切り者だと生前のヴィトーから忠告されていたマイケルはテシオの魂胆を即座に見抜き、洗礼式の日にテシオを粛清する。
ルカ・ブラージ
演 - レニー・モンタナ
殺し屋。組織最強の殺し屋と称され、ヴィトーの命令を受けて数々の暗殺を成功させてきた大柄な男。必ず単独で仕事を行うために、協力者から尻尾を掴まれることもなく警察の捜査も及ばないという。ヴィトーに強い忠誠心を誓い、その仕事ぶりはヴィトーから高く信頼される。
ソロッツォとの会談決裂後、事態に不審を抱いたヴィトーからタッタリア・ファミリーへの潜入調査を命じられ、ヴィトーに不満を抱いたという筋書きでタッタリアに接触する。しかしヴィトーの目論見はタッタリア側から見透かされており、逆に暗殺される。その後、殺されて死体は海に沈められたことを示す、魚が包まれた彼の防弾チョッキが、コルレオーネ・ファミリーに届けられる。
原作では、あまりに暴力一辺倒な性格をヴィトーから煙たがられており、それを察してコニーの結婚式で大金を包もうとするなどの様子が描写される。タッタリアへの潜入命令も、そうした二人の関係を踏まえたものになっている。
カルロ・リッツィ
演 - ジャンニ・ルッソ
コニーの夫。外見は精悍ながら軟派な性格のため信頼されず、ファミリーの中枢から遠ざけられていた。コニーとの新婚生活の期間中にも浮気をし、コニーに暴力を振るう。これを知って激怒したソニーが家に乗り込もうとしたことが彼の死のきっかけとなる。その後、マイケルがドンになるとトムと交代する形で彼の右腕として重用され、コニーと円満の満足した生活を送るようになる。ところが、ソニーの死は偶然ではなく元々バルジーニが仕組んだものであり、マイケルには真相を知られていた。重用されたのも油断及び監視が目的であった。物語終盤の洗礼の日にマイケルから尋問され、命は保証するという彼の言葉を信じて自白した後、空港へ送るとの名目で航空券を渡され、自動車に乗り込んだ直後にクレメンザによってガロットで絞殺される。
原作によれば、シチリア人の父と北イタリア人の母を両親に持ち、ネバダ州に住んでいたが、そこで若気のいたりから拳銃が絡む「些細な」事件を起こしニューヨークへ逃げてきたという。ソニーと知り合い、また事件もヴィトーの手配でもみ消された。また、この時のネバダ州での情報収集でヴィトーがカジノビジネスに興味を持ち、後にモー・グリーンに出資したエピソードもある。
ポーリー・ガットー
演 - ジョン・マルティーノ
クレメンザの右腕で組織の幹部候補。ヴィトーの専属運転手兼護衛役であったが、ヴィトー襲撃事件の日は突然の病気を理由に休む。これはタッタリアと内通していた結果であり、クレメンザの意を受けたロッコにより粛清される。
原作ではマイケルの同級生とされ、アメリゴの娘の報復の担当者としても登場している。
ウィリー・チッチ
演 - ジョー・スピネル
クレメンザの部下でボディガード兼殺し屋。
ロッコ・ランポーネ
演 - トム・ロスキー
クレメンザに見出された逸材で、ヴィトー時代はクレメンザの下で研鑽を積み、マイケルが跡を継ぐと彼の側近（カポ・レジーム）となる。作中では裏切り者のポーリーを始末する。
原作では五大ファミリーの会議の際にヴィトーとトムの運転手をたまたま務めていたところを、ヴィトーが高く評価して将来の幹部候補に見いだされたというエピソードがある（トムはただ普通に寡黙で運転していたとしか思っておらず、ヴィトーの高評価に驚く）。
アルベルト・"アル"・ネリ
演 - リチャード・ブライト
マイケルに忠誠を誓う殺し屋。物語終盤で警察官に扮し、バルジーニを射殺する。その後、幹部（カポ・レジーム）へ出世する。
作中では終盤に登場するのみで詳細な出自は明かされないが、元警官という経歴を持ち、その正義観から過剰暴力を振るい、義父の依頼を受けたヴィトーに助けられたという来歴を持つ。このためヴィトーに多大な恩義を感じている。バルジーニ暗殺の際に着た警官の制服も自身の現役時代のもので、最後に証拠隠滅のため廃棄して、過去との決別としている。また、原作では最初の殺しの仕事として、モー・グリーンも殺している。「マイケルのルカ・ブラージ」とも評され、ルカ以上の殺しの才に頭脳まで伴う逸材とされる。
ジェンコ・アッバンダンド
初代相談役（コンシリエーレ）で、トムの前任者。通常版では登場しないが、クレメンザ、テシオと並ぶ組織の最古参であり、ヴィトーの盟友。元は若きヴィトーが務めていた個人食料品店の息子で、しがない一般人であったが、コンシリエーレとしては非凡な才能を見せ、数々の内外の争い事を調停し、信頼が厚かった。
本編開始時点で死病の床にあり、結婚式の日の午後にヴィトーに看取られながら亡くなる。未公開シーンでは彼の臨終シーンがある。

### コルレオーネ一族

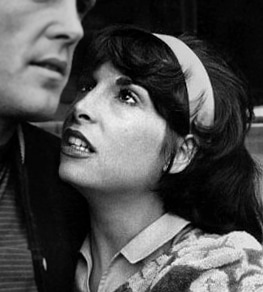
タリア・シャイア（1976年）

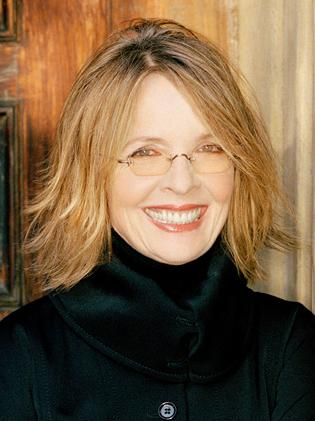
ダイアン・キートン（2011年）

コニー・コルレオーネ・リッツィ
演 - タリア・シャイア
ヴィトーの娘。兄ソニーの紹介で知り合ったカルロと恋仲にあり、物語冒頭において結婚式を挙げる。しかし、結婚生活では組織から冷遇され苛立つカルロから恒常的に暴力を受けていた。物語後半ではカルロがマイケルに重用され、さらに息子が生まれたことでカルロの暴力もなくなり、順風満帆な生活を送れるようになっていたが、カルロが粛清されたことで物語最後ではマイケルを激しく罵る。
マイケル・フランシス・リッツィ
演 - ソフィア・コッポラ
コニーとカルロの息子。乳児。マイケルが代父（ゴッドファーザー）となり、物語のラストで洗礼式が行われる。
コッポラの娘ソフィアが男児の役を行った。
ケイ・アダムス・コルレオーネ
演 - ダイアン・キートン
マイケルのダートマス大学での学友でありガールフレンド。誠実で真面目な青年だったはずの恋人が、父親襲撃の復讐のために殺人を犯して国外に逃亡するという悲劇に見舞われる。彼の帰国後に再会して結婚するが、マフィアの一員となり権力を得ると同時に徐々に変容していくマイケルの姿を目の当たりにすることになる。マイケルを愛することで困難を乗り越えられると考えるが、耐え難い不安に苦しめられる。
サンドラ・コルレオーネ
演 - ジュリー・グレッグ
ソニーの妻。夫との間に4人の子供をもうけているが、夫の女癖の悪さのせいかあまり夫婦仲は良くない。コニーの結婚式では夫の男性器の大きさを女友達にジェスチャーで自慢するシーンがある。
カルメラ・コルレオーネ
演 - モーガナ・キング
ヴィトーの妻でマイケル達の母親。ファミリーの仕事には決して口を出さない。夫を立て、家族に愛情を注ぐ古き良きイタリアの母。
演じたモーガナ・キングは本職が女優ではなく歌手であり、劇中で歌唱も披露されている。

### 五大ファミリーとその関係者

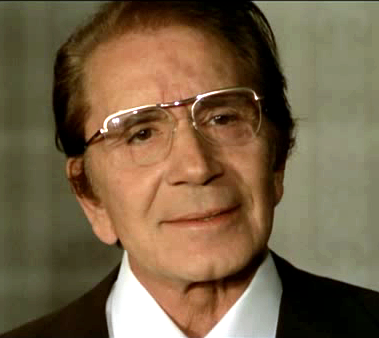
リチャード・コンテ（1974年）

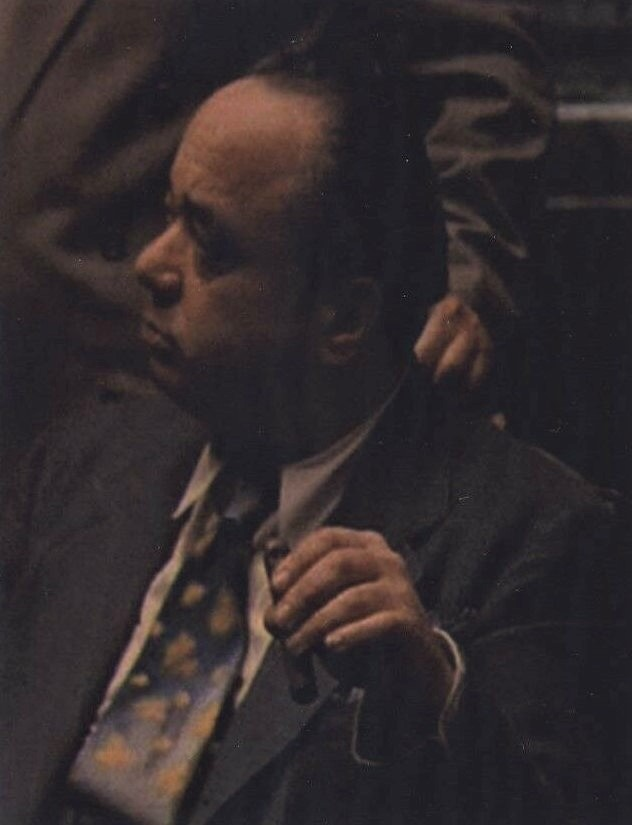
ルイス・ガス（1972年、本作の切り抜き）

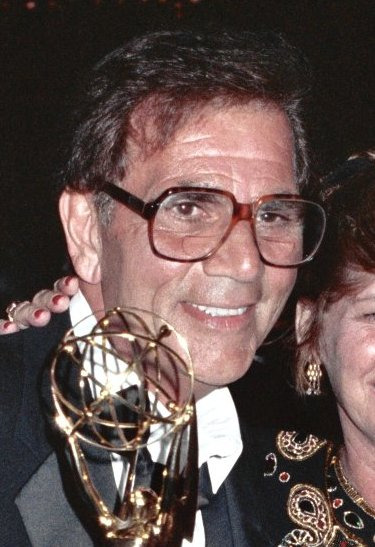
アレックス・ロッコ（1990年）

エミリオ・バルジーニ
演 - リチャード・コンテ
バルジーニ・ファミリーのドン。五大ファミリーの一角であり、コルレオーネに継ぐ勢力を誇る。本格的な登場は物語後半冒頭、コルレオーネとタッタリアの手打ちからであったが、その場で今回の騒動の黒幕がバルジーニだとヴィトーから確信を持たれる。以降、テシオやモー・グリーンを懐柔し、ヴィトー亡き後のコルレオーネ・ファミリーを打倒して権勢を握ることを企図していたが、洗礼式の日に裁判所のエントランスにて警察官に扮したアル・ネリによって運転手や護衛共々射殺される。
原作によればスタテン・アイランドを拠点にし、スポーツ賭博・麻薬をシノギとし売春業にも関わる。アメリカ中の様々な利権にも目ざとく絡み、キューバやシチリアといった国外にも人脈を持つ、現代的で洗練されたマフィアで、ヴィトーのような温かさこそないが、その狡猾さ、力強さでヴィトーとはまた違った尊敬を持たれているという。コルレオーネとタッタリアの抗争ではタッタリアの同盟者として資金や影響力という形で力を貸しており、ドン・タッタリアよりもタッタリア勝利の立役者とみなされていた。
フィリップ・タッタリア
演 - ビクター・レンディナ
タッタリア・ファミリーのドン。物語前半における表面上の敵役。客分のソロッツォを介して、ニューヨークでの麻薬取引による利益を目論むが、ヴィトーに防止されたことでコルレオーネとの激しい抗争に発展する。結果として互いの息子を失うも、麻薬ビジネスをヴィトーに認めさせることに成功する。しかし、一連の騒動を単独で起こせるような胆力のある人物ではなく、後にヴィトーから真の黒幕はバルジーニだと推測される。クライマックスの洗礼式の日に愛人とホテルにいたところをロッコとその部下によって、愛人共々短機関銃で射殺される。
原作によればアメリカ中の売春宿（ストリップ、キャバレーなどを含む）を主な資金源としている。ただでさえシチリア的価値観でマフィアの売春業は賤業であるにもかかわらず、本人も60歳を超えて漁色家、かつケチでつまらぬ癇癪を起こすことで知られており同業から小物扱いされている。ソロッツォの件も、むしろ彼に利用されているとみなされており、コルレオーネとの抗争は事実上の勝利者にもかかわらず、全く尊敬を得なかったという。
ブルーノ・タッタリア
演 - トニー・ジョルジオ
フィリップの息子で、ファミリーのアンダーボス。作中ではルカがタッタリアに潜入調査をしようとした際にわずかに登場する。その後、マクラスキーと組んだ病院での襲撃計画が失敗した翌日、激怒したソニーによって暗殺されたことが明かされる。
バージル・ソロッツォ
演 - アル・レッティエリ
「ターキー（トルコ人）」と渾名される麻薬密売人（実際にはトルコ人ではなく、扱うヘロインの材料であるケシがトルコ経由であることに由来）。タッタリアの客分で、ニューヨークを新たなヘロインの商売先とするべく、政治家や司法とコネがあるコルレオーネを頼る。ヴィトーに拒絶されると、ソニーが乗り気であったことを踏まえて、邪魔なヴィトーの暗殺未遂事件を起こし一連の騒動の引き金となる。マイケルとの会談の場を設けるが、同席したマクラスキー警部共々マイケルによって射殺される。
映画ではドン・タッタリアとの力関係は不明確であるが、原作では狡猾なソロッツォがタッタリアをうまく利用していると明確に描写されている。
マール・マクラスキー警部
演 - スターリング・ヘイドン
ニューヨーク市警の汚職警官。ソロッツォと結託し、生き延びて病院に入院中のヴィトーの暗殺を手助けするため、病院からコルレオーネ・ファミリーの護衛隊を排除する。マイケルの活躍で暗殺が失敗した後、病院に駆けつけると腹いせに彼の顔面を殴りつけ負傷させる（マイケルがハンカチで終始鼻をぬぐっているのはこの傷のためである）。その後、ソロッツォと共にレストランでマイケルと会談することになり、その最中にマイケルに射殺される。
カーメン・クネオ
演 - ルディ・ボンド
ニューヨーク五大ファミリーの一つであるクネオ・ファミリーのドン。作中ではコルレオーネとタッタリアの手打ち式に出席するのみで特に目立った登場や、物語への関わりはない。クライマックスの洗礼式の日、回転ドアに閉じ込められ、チッチに拳銃で射殺される。
原作によればニューヨーク北部を支配し、賭博と、カナダからのイタリア系移民の不法入国の斡旋をシノギとする。表向きは大手牛乳会社の経営者で、常にお菓子をポケットいっぱいに詰めた子供好きとして有名人であり、裏の顔はまったく世間に知られておらず、商業会議所に実業家として表彰さえされたという。なお、原作では暗殺されない。また、原作での名はオッティリオ。
ビクター・ストラキ
演 - ドン・コステロ
ニューヨーク五大ファミリーの一つであるストラキ・ファミリーのドン。作中ではコルレオーネとタッタリアの手打ち式に出席するのみで特に目立った登場や、物語への関わりはない。クライマックスの洗礼式の日、エレベーター内でクレメンザに散弾銃で射殺される。
原作によればマンハッタン西部の港湾事業や貨物運搬、建築をシノギとする。港湾を縄張りとする以上、麻薬取引とは無縁ではいられずにいた。五大ファミリーでは最弱という。なお、原作では暗殺されない。
ジョセフ・ザルキ
演 - ルイス・ガス
デトロイトを拠点とするザルキ・ファミリーのドン。コルレオーネとタッタリアの手打ち式で調停人の1人を務め、ヴィトーと同じく麻薬取引に反対の立場を表明しながらも折衷案を提示して、その場を平和的に収める。
原作によれば、ザルキ・ファミリーはアメリカで活動するマフィアの中でも最も平和な組織の1つであるという評判があり、コルレオーネ・ファミリーを含む全ての組織と良好な関係を築いていた。デトロイトで競馬場を所有し、ギャンブルの大部分も支配する。
モー・グリーン
演 - アレックス・ロッコ
ラスベガスを作った男とも言われるカジノビジネスの大物。コルレオーネ・ファミリーから多額の出資を受けた縁から親交があり、コルレオーネとタッタリアとの抗争が始まると、カジノ業を学ぶという名目でフレドを預かり保護する（正確にはモリナリ・ファミリーの庇護）。物語終盤では落ち目のコルレオーネを見限っており、フレド自身に落ち度があるとはいえ彼を人前で殴ったり、赤字と嘘をついてカジノの儲けを誤魔化していたことが示唆される。マイケルからカジノの買収を要求されると激昂し、もはやコルレオーネ・ファミリーは終わりであること、既にバルジーニと関係があることを明かす。このためマイケルから明白な敵とみなされ、五大ファミリー暗殺と同じ日に、マッサージの施術を受けている最中に暗殺される。
原作では洗礼の日ではなく、マイケルとの決裂の数日後にアル・ネリに暗殺される。
モデルはベンジャミン・シーゲル。また、名前はモー・セドウェイとガス・グリーンバウムから取られている。

### シチリア島

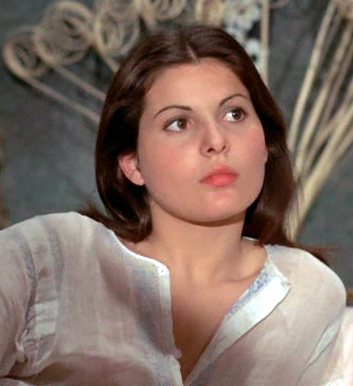
シモネッタ・ステファネッリ（1971年）

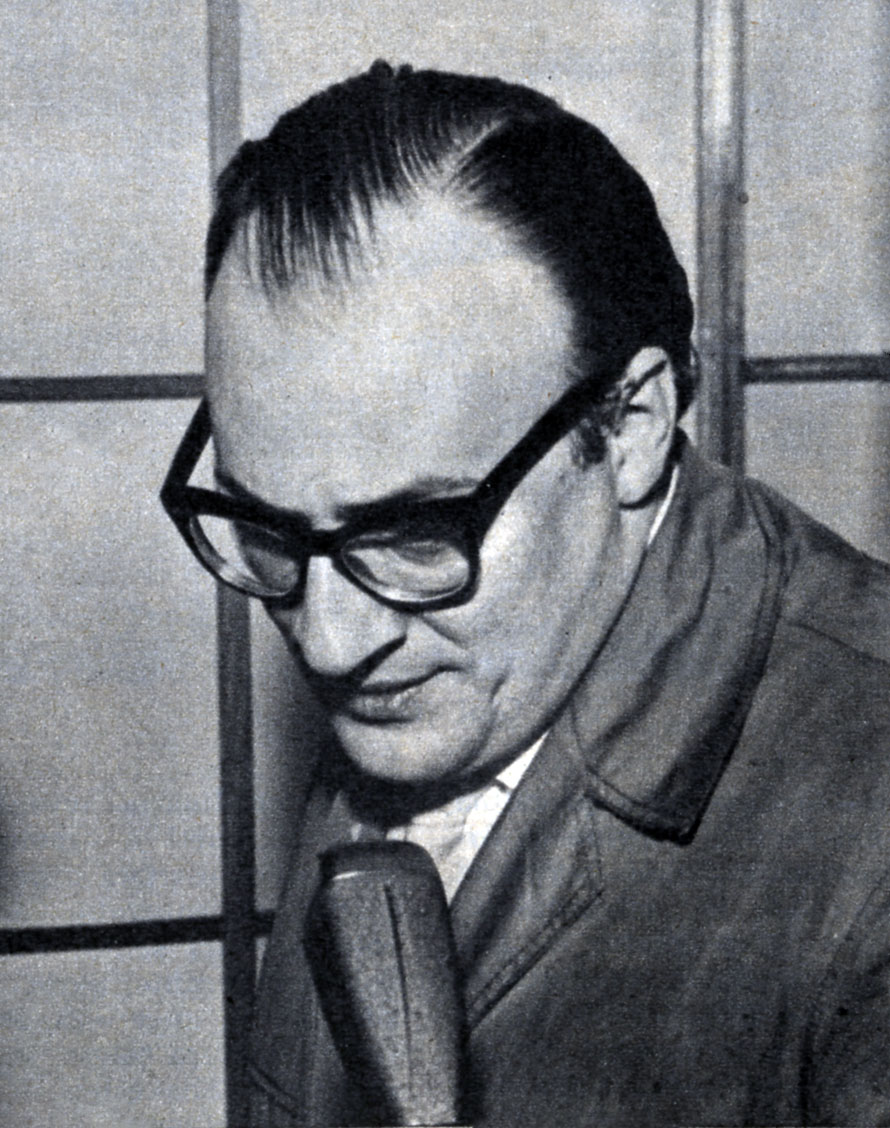
コラード・ガイパ（1959年）

アポロニア・ヴィテッリ・コルレオーネ
演 - シモネッタ・ステファネッリ
シチリアの旧家出身の女性で、お互い一目惚れしたマイケルと結婚する。容姿はギリシャ系。マイケルを狙った自動車爆弾により、彼の目の前で爆死する。
リオネーレ・トマシーノ
演 - コラード・ガイパ
シチリアを拠点とするトマシーノ・ファミリーのドン。コルレオーネのオリーブオイル事業の協力者で、かつ、かつてヴィトーの復讐を手助けした縁（詳細は『PART2』）から、強い友好関係にある。この時の復讐がきっかけで足が不自由になり、杖を突いている。高跳びしてきたマイケルを匿う。
ファブリツィオ
演 - アンジェロ・インファンティ
トマシーノの部下でマイケルの護衛役。饒舌な青年でマイケルとすぐに打ち解ける。コルレオーネとタッタリアの抗争が激化する中で、タッタリア（実際はバルジーニ）の手引により、トマシーノを裏切り、自動車爆弾によるマイケル暗殺を企ててアポロニアを死亡させる。その後はアメリカに逃亡し、ニューヨークでピザ屋を開いていたが、未公開シーンではマイケルの復讐として同じく自動車爆弾で爆殺される。
原作ではバルジーニら暗殺と同日にマイケルが送った暗殺者に射殺される。
カーロ
演 - フランコ・チッティ
トマシーノの部下でマイケルの護衛役。

### その他

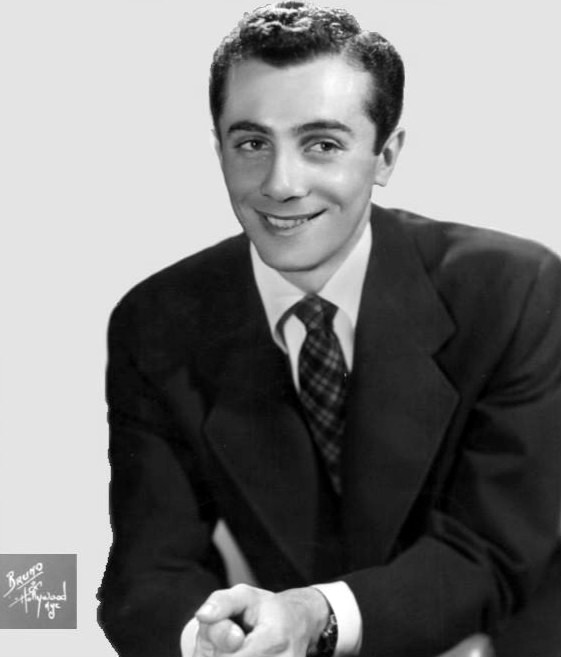
アル・マルティーノ（1952年）

ジョニー・フォンテーン
演 - アル・マルティーノ
若手の人気歌手。ヴィトーを代父（ゴッドファーザー）に持つ。今でも女性人気はあるが下降気味であり、とある戦争映画の主演となることで逆転を狙っている。ところが、その映画のプロデューサーのウォルツが大切に育て上げた女優の卵に手を出し台無しにしたために干されてしまい、ヴィトーに助けを乞う。結果として映画主演となり、目論見通りに大スターとなる。その後、ドンを継いだマイケルからラスベガスでのショーを依頼され、ファミリーへの恩義から了承する。
フランク・シナトラが主なモデルとされ、マフィアを介してシナトラが『地上より永遠に』への出演を強く希望した話やラスベガスのショービジネスを請け負った話に基づいている。
ジャック・ウォルツ
演 - ジョン・マーリー
ハリウッドの映画会社社長、大物プロデューサー。5年掛けて育てていた女優の卵をジョニーに手を出されて台無しにされたことから、彼を深く恨み、彼が望む映画出演を拒絶する。その後、ジョニーに頼まれたヴィトーによって派遣されたトム・ヘイゲンとの交渉でも無碍に断る。結果、就寝中に愛馬の首をベッドに投げ込まれて大きな恐怖を受け、ジョニーの映画出演を認める。
ハリー・コーンがモデルとされ、会話の中に出てくる「女優の卵」はマリリン・モンローのことを指しているとされる。
アメリゴ・ボナセーラ
演 - サルヴァトーレ・コルシット
物語冒頭にて、娘を陵辱しさらに顎に酷い重傷を負わせた若者たちへの報復（殺し）をヴィトーへ依頼する葬儀屋の男。イタリア系でヴィトーとは旧知の仲であり、被害を受けた娘はヴィトーの妻カルメラが代母（ゴッドマザー）でもあったが、マフィアに借りを作ることを避けるため、長年に渡り距離を置いていた。アメリカの司法を信じていたが、相手の青年達が政治家の息子だったこともあり執行猶予つきの禁錮3年で済んだことに腹を立て、コニーの結婚式の日に上記の報復の依頼を行う。ヴィトーから都合の良い時だけ自分を頼る不実を皮肉られ、シチリア人が頼まれたことを断れないという娘の結婚式の日に友情ではなく金で殺しをさせようとする態度などを咎められる。改めて友情を誓うという形でヴィトーをゴッドファーザーと呼び、殺しではなく暴力による制裁、また金の支払いは不要でいずれ借りを返すよう約束させられる。
物語中盤、借りを返すときが来たとして、全身に被弾して見るも無残な姿となったソニーの遺体を最善を尽くして修復するようヴィトーから依頼される。
ルーシー・マンチーニ
演 - ジニー・リネロ
コニーの親友であり、ソニーの愛人。花嫁の介添人として参列したコニーの結婚式の最中にソニーに誘われたことで情事に至り、以降逢瀬を重ねる。
原作ではサンドラがソニーの男性器の大きさを自慢したことで彼に興味を持った。サンドラは女性器の構造が特殊であったことから性的な満足感を得られたことがなく、それを与えてくれたソニーに執心した原因となっている。ソニー死亡後も傷心して自殺を図ろうとするなど、彼を溺愛していたが、見かねたヴィトーの計らいでラスベガスにて静養する（その際、トム・ヘイゲンから紹介された医者によって膣を外科手術で直し、またその医者と結婚する）。映画第3作目に登場するヴィンセントの実母にあたるが、原作では妊娠していないことが明示されている。
ナゾリーネ
演 - ビト・スコッチ
パン屋の主人でヴィトーの友人。コニーの結婚式において、娘の恋人であり、店で働くパン職人のエンツォがシチリアへ送還されないようヴィトーに依頼する。また、結婚式のウェディングケーキを準備した。
原作ではアメリゴと対比される人物で、ヴィトーの子供時代からの友人としてイースターやクリスマス、誕生日には必ずチーズパイなどの料理を送っていた。またマフィアとして駆け出し時代のヴィトーがパン屋の組合を作るとこれに参加し、その手数料の支払いを一度も欠かすことなく続けてきた。このため作中の陳情もヴィトーは借りを返せるとして大いに喜び、エンツォが米国市民権を得られるように有力政治家への根回し、それに必要な経費2000ドルという大金の一切を肩代わりするという、ヴィトーの寛大さが示される形となっている。
エンツォ
演 - ガブリエレ・トレ
パン屋でケーキ職人。シチリア出身でナゾリーネの義理の息子。不法移民として強制送還される危機にあったところを、ナゾリーネの依頼を受けたヴィトーにより米国市民権を得ることができた。恩義があるヴィトーが襲撃されたことを聞きつけていち早く病院に見舞いに駆けつける。マイケルと共に病院の玄関に立って武装した護衛を演じ、病院に近付いてきたタッタリアの刺客を追い払うことに貢献する。

## キャスト一覧 / 日本語吹き替え
| 役名                                 | 俳優                       | 日本語吹き替え           | 日本語吹き替え | 日本語吹き替え                               |
| 役名                                 | 俳優                       | 日本テレビ版             | DVD版          | リストア版                                   |
| ------------------------------------ | -------------------------- | ------------------------ | -------------- | -------------------------------------------- |
| ドン・ヴィトー・コルレオーネ         | マーロン・ブランド         | 鈴木瑞穂                 | 麦人           | 麦人                                         |
| マイケル・コルレオーネ               | アル・パチーノ             | 野沢那智                 | 山路和弘       | 森川智之                                     |
| ソニー・コルレオーネ                 | ジェームズ・カーン         | 穂積隆信                 | 谷口節         | 谷口節                                       |
| フレド・コルレオーネ                 | ジョン・カザール           | 大塚国夫                 | 牛山茂         | 牛山茂                                       |
| ケイ・アダムス・コルレオーネ         | ダイアン・キートン         | 鈴木弘子                 | 山像かおり     | 山像かおり                                   |
| トム・ヘイゲン                       | ロバート・デュヴァル       | 森川公也                 | 田原アルノ     | 田原アルノ                                   |
| ピーター・クレメンザ                 | リチャード・カステラーノ   | 富田耕生                 | 辻親八         | 後藤哲夫                                     |
| コニー・コルレオーネ・リッジ         | タリア・シャイア           | 小谷野美智子             | 渡辺美佐       | 斎藤恵理                                     |
| カルメラ・コルレオーネ               | モーガナ・キング           | 沼波輝枝                 | 竹口安芸子     | 新田万紀子                                   |
| マクラスキー警部                     | スターリング・ヘイドン     | 北山年夫                 | 糸博           | 仲野裕                                       |
| ジャック・ウォルツ                   | ジョン・マーリー           | 加藤精三                 | 水野龍司       | 水野龍司                                     |
| ドン・エミリオ・バルジーニ           | リチャード・コンテ         | 真木恭介                 | 水野龍司       | 仲野裕                                       |
| バージル・ソロッツォ                 | アル・レッティエリ         | 小林清志                 | 銀河万丈       | 楠大典                                       |
| カルロ・リッジ                       | ジャンニ・ルッソ           | 青野武                   | 内田直哉       | 桐本琢也                                     |
| モー・グリーン                       | アレックス・ロッコ         | 家弓家正                 | 佐々木梅治     | 青山穣                                       |
| サルバトーレ・"サル"・テッシオ       | エイブ・ヴィゴダ           | 塩見竜介                 | 水野龍司       | 水野龍司                                     |
| ルカ・ブラージ                       | レニー・モンタナ           | 今西正男                 | 島香裕         | 島香裕                                       |
| ポーリー・ガットー                   | ジョン・マルティーノ       | 伊武雅之                 | 樫井笙人       | 白熊寛嗣                                     |
| ファブリツィオ                       | アンジェロ・インファンティ | 里居正美                 | 樫井笙人       | 髙階俊嗣                                     |
| カーロ                               | フランコ・チッティ         | 納谷六朗                 | 星野充昭       | 白熊寛嗣                                     |
| ロッコ・ランポーネ                   | トム・ロスキー             | 宮下勝                   |                |                                              |
| ジョニー・フォンテーン               | アル・マルティーノ         | 山内雅人                 | 大川透         | 内田直哉                                     |
| ドン・フィリップ・タッタリア         | ビクター・レンディナ       | 宮川洋一                 | 島香裕         | 佐々木梅治                                   |
| ブルーノ・タッタリア                 | トニー・ジョルジオ         | 寺島幹夫                 | 宝亀克寿       | 木村雅史                                     |
| ドン・リオネーレ・トマシーノ         | コラード・ガイパ           | 河村弘二                 | 宝亀克寿       | 木村雅史                                     |
| ドン・ジョセフ・ザルキ               | ルイス・ガス               | 北川国彦                 | 西村知道       | 島香裕                                       |
| アメリゴ・ボナセーラ                 | サルヴァトーレ・コルシット | 富田仲次郎               | 佐々木梅治     | 佐々木梅治                                   |
| ナゾリーネ                           | ビド・スコッチ             |                          | 稲葉実         | 木村雅史                                     |
| エンツォ                             | ガブリエル・トッレイ       | 小川真司                 | 樫井笙人       | 髙階俊嗣                                     |
| サンドラ・コルレオーネ               | ジュリー・グレッグ         | 沢田敏子                 | 佐藤しのぶ     |                                              |
| クレメンザ夫人                       | アーデル・シェリダン       | 斎藤昌子                 |                |                                              |
| ルーシー・マンチーニ                 | ジニー・リネロ             |                          | 片桐真衣       |                                              |
| アンソニー・コルレオーネ             | アンソニー・グナリス       | 冨永みーな               | 三浦智子       | 寺門真希                                     |
| フランク・コルレオーネ               | ルー・マティーニ・Jr.      | 松田辰也                 | 亀井芳子       |                                              |
| アポロニア・ヴィテッリ・コルレオーネ | シモネッタ・ステファネッリ | 信沢三恵子               |                |                                              |
| ヴィテッリ氏                         | サーロ・ウルツィ           | 寄山弘                   | 稲葉実         | 水野龍司                                     |
| トニー                               | トニー・キング             | 小関一                   |                |                                              |
| 看護婦                               | キャロル・モーリー         | 三枝みち子               |                |                                              |
| ドン・カーメン・クネオ               | ルディ・ボンド             |                          |                |                                              |
| ドン・ビクター・ストラキ             | ドン・コステロ             |                          |                |                                              |
| その他                               | -                          | 上田敏也 千葉耕市 作間功 | 斎藤恵理       | 加納千秋 田代有紀 清和祐子 田中晶子 津川祝子 |
| 日本語版スタッフ                     |                            |                          |                |                                              |
| 演出                                 |                            | 小林守夫                 | 伊達康将       | 伊達康将                                     |
| 翻訳                                 |                            | 木原たけし               | 佐藤一公       | 佐藤一公 小寺陽子                            |
| 調整                                 |                            | 前田仁信                 |                | オムニバス・ジャパン                         |
| 音楽                                 |                            | 重秀彦                   | N/A            | N/A                                          |
| 効果                                 |                            | 芦田公雄 熊耳勉          |                |                                              |
| 制作                                 |                            | 東北新社                 | 東北新社       | 東北新社                                     |

- 日本テレビ版：初回放送1976年10月13日・20日『水曜ロードショー』※ノーカット
  - ヴィトー役には当初、三船敏郎、勝新太郎が候補に挙がったが、二人ともオファーを断ったため、第三候補の鈴木が担当した[27]。
  - 権利元の管理の問題で音源が散逸しており視聴が困難だった時期もあったが、2016年にシリーズ全てのテレビ吹替版音源が揃い、ザ・シネマで放送[28]。
  - 2017年7月21日発売の45周年記念ブルーレイBOXにてソフト初収録。2022年3月25日発売の50thアニバーサリー 4KUltraHD+ブルーレイセットには45周年版より音質を改善し同梱のBlu-rayディスクにのみ収録。
- DVD版：「ゴッドファーザーDVDコレクション」（2001年11月22日発売）以降全てのソフトに収録。
- リストア版：コッポラ・リストレーションDVD-BOX（2008年10月3日発売）、Blu-rayに収録。
  - 声優は海外オーディションで選ばれた[29]。
  - 洗礼式のシーンの司祭のセリフは、マイケルへ問いかける部分と、最後のセリフを除き原音となっている。

※吹替は上記の他、ジェームズ・カーンを羽佐間道夫が吹き替えたものもある。

## 日本語字幕
高瀬鎮夫（劇場公開版）、菊地浩司（DVD、ブルーレイ版）

## 製作
本作は、その製作過程において、監督と会社の衝突や本物のマフィアからの脅迫など、さまざまなトラブルを抱えたため、完成まで茨の道を歩んだ。その舞台裏の物語は、2022年に『ジ・オファー / ゴッドファーザーに賭けた男』としてドラマ化された（主人公はアルバート・S・ラディ）。『ゴッドファーザー』の原作者マリオ・プーゾは晩年、「映画産業はベガスよりも、そしてマフィアよりも、ずっとクセモノだと思う」と述懐している。

### 企画の発足

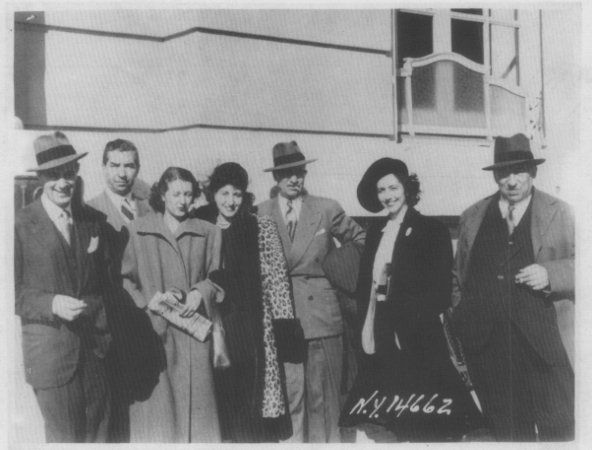
本作で描かれた時代の五大ファミリーのボスとその妻たち（1949年撮影）。左から2番目にラッキー・ルチアーノ、中央にフランク・スカリーチェ。

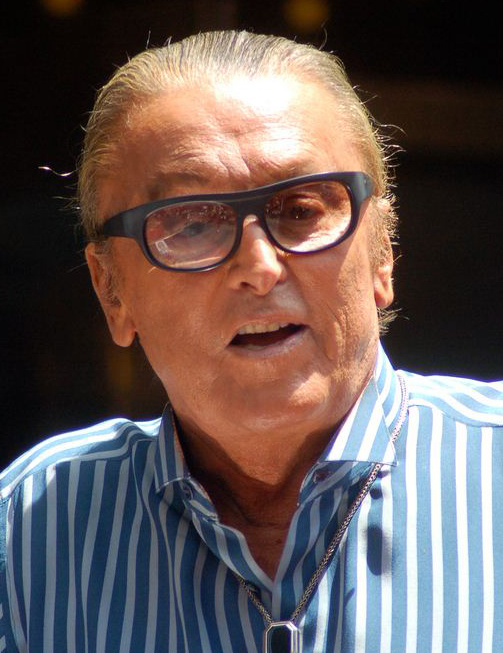
ロバート・エヴァンス（2012年）

イタリア系の小説家のマリオ・プーゾは5作目の長編小説の題材として、ニューヨークの犯罪ファミリーを選んだ。出版社からわずかな前払い金を受け取って書き始めた小説『マフィア』をパラマウント映画が知ったのは1967年、同社のスカウトが当時のパラマウントの製作担当副部長のピーター・バートに60ページの未完成原稿を紹介したときであった。バートはこの作品が「マフィアの物語をはるかに超越している」と感じ、プーゾに12,500ドルのオプションと、完成した作品を映画化する場合には8万ドルの報酬を約束した。プーゾの代理人はこのオファーを断るように言ったにもかかわらず、プーゾは無類のギャンブル好きで金に困っていたためこの契約を受け入れた。パラマウントの制作部長であったロバート・エヴァンスによれば、1968年初頭にプーゾと会ったとき、彼はギャンブルの借金を返済するために1万ドルを緊急に必要としていることを打ち明けていた。1967年3月、パラマウントは映画を作ることを期待して、プーゾの今後の作品を経済的に支援することを発表した。プーゾはパラマウントの経済的援助を得て執筆を進め、1969年3月10日に446ページからなる小説『ゴッドファーザー』を上梓した。原作は同年9月に売上げ1位を記録し、その後67週間にわたって「ニューヨーク・タイムズのベストセラーリスト」に留まり、2年間で900万部以上を売り上げることになる。
1969年、パラマウントは8万ドルでこの小説を映画化する意図を確認し、1971年のクリスマスに映画を公開することを目指した 。同年秋から1970年冬にかけて、ピーター・バートとロバート・エヴァンスは製作スタッフを探しにかかるが、有名なプロデューサーたちはマフィアを理想化したようなこのプロジェクトに加わることに消極的であった。一方で、独立プロデューサーたちが映画化権を持っている会社の上層部へ「我々にやらせて欲しい」と売り込みをかけてきた、ともエヴァンスは説明している。名前を上げているだけでもヘクト、ヒル、ランカスターがあり、バート・ランカスターは監督と主演を望んでいるとエヴァンスは聞かされていた。
結局映画のプロデューサーはその時点で1本のテレビ番組と1本映画の経験しかなかったアルバート・S・ラディが務めることとなり、1970年3月23日、パラマウントはラディの会社アルフラン・プロダクションを通して映画の製作を行うことを発表した。ラディが起用された理由は、スタジオ幹部がラディとの面会で彼に感銘を受けたことと、彼が映画を低予算で製作することで知られていたためであった。なかでもラディは面会のなかで、マフィアと関係の深いミケーレ・シンドーナと交流があった、パラマウントの親会社ガルフ&ウエスタンの重役チャールズ・ブルードーンに対して、「あなたの愛する人々についての震えるような映画を作りたい」と売り込み、彼に衝撃を与えた。

### 監督の選出

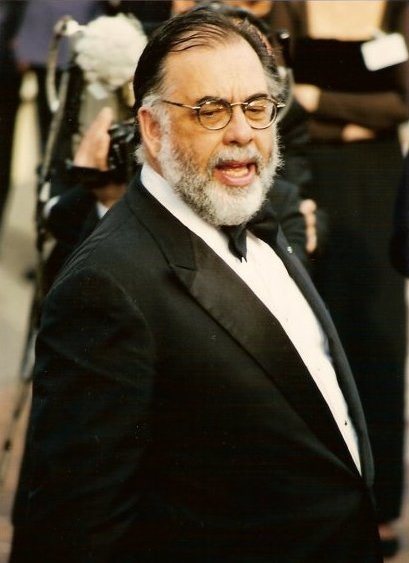
フランシス・フォード・コッポラ（1996年）

ロバート・エヴァンスは、この映画を「ethnic to the core」（根っからのエスニックなもの）で観客が「smell the Spaghetti」（スパゲッティを味わう）ほどにするために、イタリア系アメリカ人によって監督されることを望んだ。当時のパラマウントの最新のマフィア映画であった『暗殺』は興行成績が非常に悪かったが、エヴァンスはその失敗の理由をイタリア系のキャストやクリエイターがほとんどいないことだと考えていたためであった（監督のマーティン・リットと主演のカーク・ダグラスはイタリア系ではなかった）。 今回の新作では、第一候補としてまずセルジオ・レオーネにオファーしたが、レオーネは自身のギャング映画『ワンス・アポン・ア・タイム・イン・アメリカ』に取り組むため、この誘いを断った。その後、ピーター・ボグダノヴィッチに声をかけたが、彼はマフィアに興味がなかったため断った。さらに、ブルードーンとパラマウントの社長であったスタンリー・R・ジャッフェは、有名な監督たちにオファーをしはじめた。ピーター・イェーツ、リチャード・ブルックス、アーサー・ペン、コスタ＝ガヴラス、オットー・プレミンジャーといった面々であったが、マフィアをロマンチックに描くことは不道徳であるとして、全員にそのオファーを断られた。そこでピーター・バートは、低予算で仕事ができるイタリア系の監督として、最新作『雨のなかの女』が興行的に不発に終わっていたフランシス・フォード・コッポラを提案した。当時のコッポラは批評家からの評価は高かったが、興行的にはまだ成功を体験していない、いわばマイナーな監督であった。コッポラは当初、プーゾの小説がいかがわしく扇情的で「pretty cheap stuff」（かなり安っぽいもの）だと述べて、オファーを断った。しかし当時、コッポラのスタジオであるアメリカン・ゾエトロープは、ジョージ・ルーカス監督映画『THX 1138』の予算超過のためにワーナー・ブラザースに40万ドル以上の借金をしており、また彼の経済状態の悪さと、ルーカスなどの友人や家族のアドバイスもあり、コッポラは最初の決定を覆して仕事を引き受けた 。コッポラは1970年9月28日に本作の監督として正式に発表された。コッポラは125,000ドルと劇場レンタル料の6パーセントを受け取ることに同意した。
しかし実際のところ、ピーター・バートとロバート・エヴァンスは、上層部の反対もあり、監督発表の48時間前でも、コッポラにするべきか決めかねていた。当時はマフィア映画が当たらないという風潮が根付いており、原作が人気を得ていたとはいえ、最初からこの映画を大規模な作品にすることは想定していなかったため、最終的にはコッポラという長編映画3本を連続してコケた監督にお願いするしかなかった。

### コッポラとパラマウントの衝突
『ゴッドファーザー』の製作以前、パラマウントは不遇の時期を過ごしていた。最新のマフィア映画『暗殺』（1968年）の失敗に加えて、パラマウントが製作または共同製作した『ペンチャー・ワゴン』（1969年）、『暁の出撃』（1970年）、『ワーテルロー』（1970年）といった直近の映画は、予算を大幅に超過していた。この映画の予算は当初100万ドルから250万ドルほどであったが、小説の人気が高まるにつれ、コッポラはより大きな予算を要求し、最終的には600万ドルから720万ドルほどとなったが、それでも大作規模に及ぶものではなかった。パラマウントの幹部は、映画を現代のカンザスシティに設定し、コストを削減するためにスタジオの映画セット（バックロット）で撮影することを望んだ。しかしコッポラはこれに反対し、小説と同じ時代、1940年代と1950年代に映画を設定したいと考えた。その理由は、主人公の海兵隊への勤務と帰還、企業国家アメリカの台頭、第二次世界大戦後のアメリカの様子を描きたかったためであった。原作はますます成功を収めていたため、コッポラの願いは最終的に叶えられた。スタジオの責任者はその後、コッポラにニューヨークとシチリアでのロケを許可した。
チャールズ・ブルードーンは、何度スクリーン・テストを行っても納得のいく役者を見つけられない製作陣に不満を抱いていた。実際にコッポラの優柔不断さとパラマウントとの衝突のために製作はすぐに遅れはじめ、1日あたり約4万ドルの費用がかかるようになり、スタジオ側は製作費に目を光らせるようになった。そしてパラマウントが試写を始めたとき、コッポラ監督の映画は退屈なものに見え始めていた。重厚な会話と穏やかな暴力表現に、経営陣は失敗作ではないかと心配になった。彼らは血と根性とセックスとドラッグを求めており、コッポラの使う控えめな威嚇と陰謀は、パラマウントの煙たいオフィスを納得させなかった。そのため、スタジオはコッポラを解雇すると脅し続け、彼自身も撮影中、自分はいつでも解雇される可能性があると感じていた。経験不足のため製作規模の拡大に対処できないことをエヴァンスが懸念して、いざとなればエリア・カザンに監督を引き継ぐよう頼んでいたことにもコッポラは気づいていた。
また、コッポラは、編集者のアラム・アヴァキアンと助監督のスティーブ・ケストナーが、自分を解雇させようと共謀していることを確信していた。アヴァキアンはエヴァンスに、コッポラが十分な映像を撮れていないため、シーンをうまく編集できないと不満を漏らした。しかしエヴァンスは、送られてくる映像に満足しており、共謀を疑っていたコッポラに2人を解雇することを許可した。コッポラは後に「私は『ゴッドファーザー』のように、先制攻撃として人をクビにした。私を解雇させようと最も努力していた人たちを、私は解雇したんだ」と説明している。さらに、監督の進退が問われたこの時期に、主演のマーロン・ブランドは逆に、コッポラが解雇されたら私も辞めると周囲を脅していた。
このようにコッポラは会社からの脅しを全く意に介さず、むしろそれを利用して反抗的に仕事を続けていたようだった。しかし、それでもパラマウントは代役監督を送り込み、映画の進行を監視することをやめなかった。これは、スタジオが脅迫行為を押し付けるだけでなく、プロジェクトの進行状況を把握するための手段でもあった。スタジオと良好な関係を保つために、コッポラは会社の要求をいくつか受け入れ、暴力的なシーンが追加された。たとえばカルロの浮気を知ったコニーが食器を叩き割るシーンは、このために追加された。そしてソニーが銃弾の雨あられに遭う象徴的なシーンのように、スタジオの見解を念頭に置くように心がけた。また、マイケルがソロッツォとマクラスキーを殺害するシーンを撮影したとき、撮影現場から聞こえる断末魔とパチーノの激しい演技が、代役監督とスタジオに彼らの心配が見当違いであることを納得させた。

### 脚本の製作

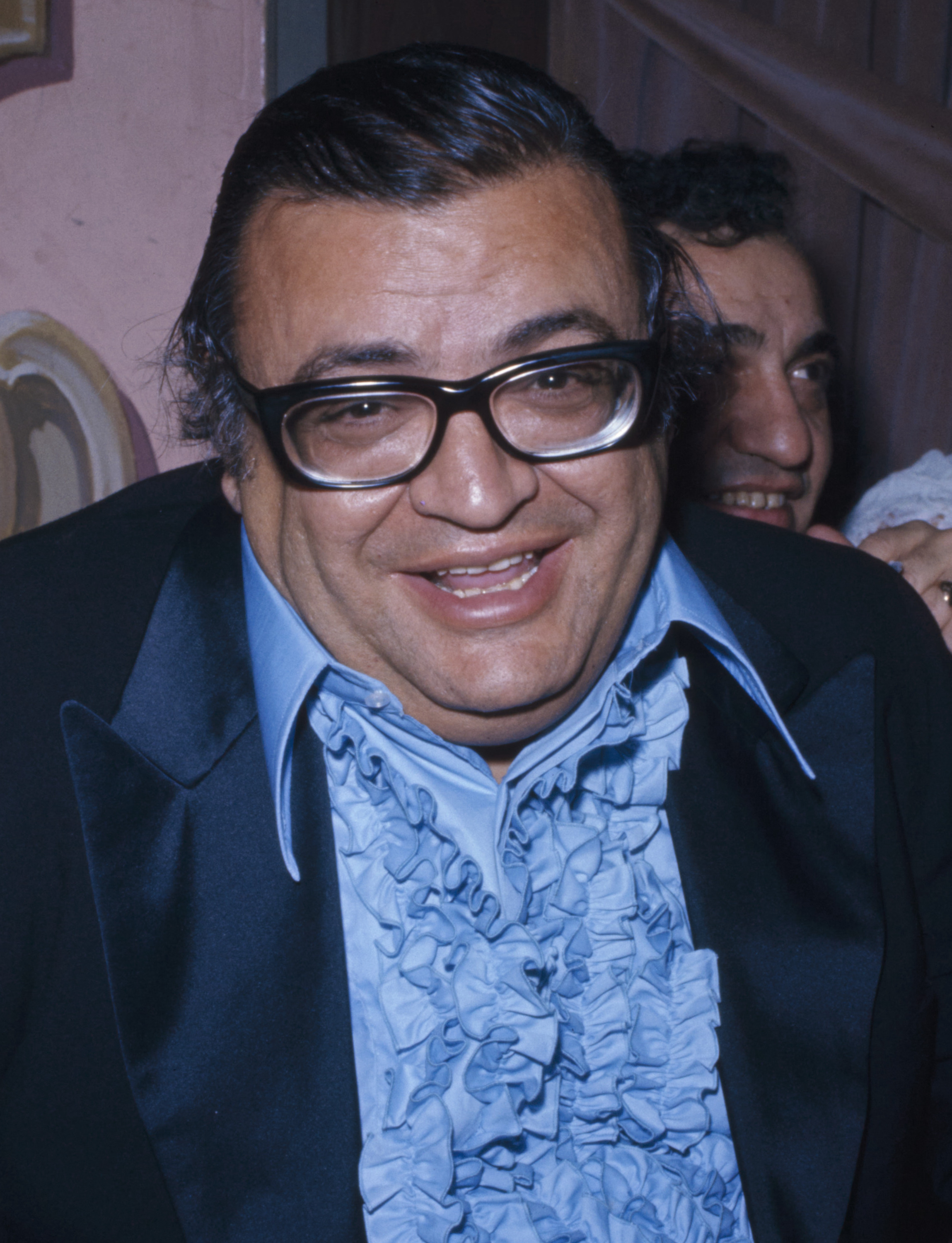
マリオ・プーゾ（1972年）

1970年4月14日、プーゾがパラマウントに10万ドルと映画の利益に応じた報酬を契約に雇われ、映画の脚本に取り組むことが明らかにされた。コッポラは企画段階では原作にあまり興味を示していなかったが、後にこの素材に深いテーマを見出し、この映画は組織犯罪についてではなく、家族の年代記、アメリカにおける資本主義のメタファーであるべきだと決定し、文化、性格、権力、家族といったテーマを映画の前面に押し出したいと考えていたが、プーゾは小説からの側面を残したいと考えていた。150ページの初稿は1970年8月10日に完成した。コッポラが監督として雇われた後、プーゾとコッポラ両名は別々に脚本に取り組んでいる。プーゾはロサンゼルスで、コッポラはサンフランシスコで原稿を書き、2人はそれぞれの脚本から最終版に何を含めるか、何を削除するかを決定するために、連絡を取り合っていた。コッポラはプーゾの本からページを切り取り、自分の本に貼り付けて新たな本を作った（この本は2016年に正式に書籍化され、『The Godfather Notebook』という題名で発売された）。そこで彼は本にある50の各場面について、その場面で描かれている大きなテーマ、その場面の必要性、忠実なイタリアの文化を描くために撮影時に使えるアイデアや概念に関するメモを書いた。1971年3月1日に第2稿が完成、173ページであった。最終脚本は1971年3月29日に完成、パラマウントが要求したボリュームより40ページ多い163ページであった。改稿が進む中で徐々に物語の中心が父ヴィトーから息子マイケルに移っていった。また、原作にかなり見られた猥褻でゴシップ的な要素はコッポラによってほとんど削除された。撮影の際は、コッポラは脚本の最終稿をめぐって、自分が作ったノートを参照していた。第3稿を終えた時点においても、映画のいくつかのシーンはまだ書かれておらず、製作中に書かれた。なお、ヴィトーとマイケルが庭で会話するところなどの一部シーンは、脚本家のロバート・タウンによって手がけられた（クレジットなし）。

### マフィアの関与

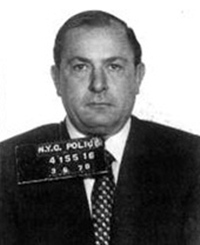
ジョゼフ・コロンボ（1970年）

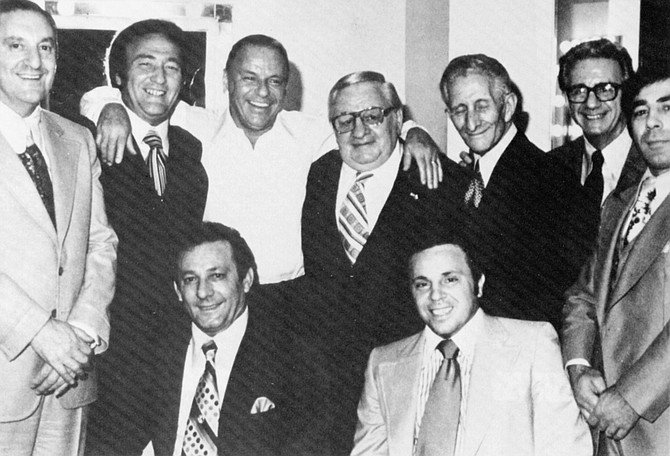
フランク・シナトラとガンビーノ・ファミリー（1976年）

五大ファミリーの一つであるコロンボ・ファミリーのボス、ジョゼフ・コロンボが率いる「イタリア系アメリカ人公民権同盟」は、製作の噂を聞きつけると、この映画の公開によってイタリア系アメリカ人が不当な利益を被るとして、製作に反対の意思を表明した。数万人にも及ぶメンバーを動員して大規模な抗議集会を開いたほか、マディソン・スクエア・ガーデンでフランク・シナトラ（彼もまたこの反対運動を支持していた）を招いての慈善コンサートを開催し、50万ドル以上を集めた。ラディによれば、この資金はすべて本作の製作を阻止するために使われた。さらにこの運動を支持する上・下院議員などから百通もの抗議文が寄せられた。コッポラは、マフィアが牛耳るニューヨークの地区で映画を撮りたがったが、住民らからデモやボイコットを受けたり、撮影機材の盗難被害にあった。マフィアの息がかかった労働組合からは、この映画のための輸送と配達をすべて止めると脅された。さらに、アルバート・S・ラディは、ロサンゼルス市警察から何者かに尾行されているとの警告を受けたほか、ラディのアシスタントは、車の窓を撃ち抜かれ、ダッシュボードに「映画を止めろ、さもなければ」というメモが残されていた。ガルフ&ウエスタンの本社は、爆弾騒ぎで2度の避難を余儀なくされた。そしてロバート・エヴァンスは、「お前の顔を傷つけたり、生まれたばかりの子供を傷つけたりしたくない」「この町から出て行け。ここでファミリーの映画を撮るな」と脅迫の電話を受けた。
あらゆる方面から圧力を受けたことで、スタジオは撮影開始にこぎつけることができず、遂にラディはジョゼフ・コロンボと面会することを決意した。数回の会談のなかで、コロンボは「マフィア」や「コーザ・ノストラ」という言葉の使用をすべて脚本から削除し、映画製作にマフィアを関与させ、プレミアから得たすべての利益を連盟の新しい病院建設基金に寄付するよう要求した。ラディが最後の約束を果たすことはなかったが、他の2つの約束は容易に果たされた。プーゾの脚本には「マフィア」という言葉が2回（1回とも）しか使われておらず、「コーザ・ノストラ」は全く使われていなかったため、脚本がわずかに書き換えられ、他の用語に置き換えられただけであった。そして彼らは最終的に脚本を支持した。また、プロデューサーも監督も、もっとイタリア系アメリカ人、特にマフィアに理解のある人を作品に招き入れることを、何よりも喜んでいた（原作者のプーゾも監督のコッポラも、それまで本物のマフィアに会ったことはなかった）。そのため、撮影現場には多くのマフィアがたむろするようになり、俳優たちと交流し、彼らに裏社会の文化や伝統を教えた。カーマイン・パーシコやアンドリュー・ルッソといったコロンボ・ファミリーの幹部連中や、ガンビーノ・ファミリーのメンバーも毎日のように訪れた。
なお、ラディは、コロンボと最終的に握手を交わした会談から2日後、独断でコロンボとともに記者会見を開き、その翌朝の1971年3月20日、ニューヨーク・タイムズで一面を飾った。チャールズ・ブルードーンは、会社の同意なしにマフィアと取引するというこのラディの行動に激怒し、ラディをプロデューサーから解雇した。しかし、ラディがいなければ映画は進まないとの周囲の反対を受け、まもなくしてラディは復帰した。
このような交流から生まれたラディとマフィアとの友情が、製作の歯車になった。脅迫や抗議はぴたりと止み、イタリア系アメリカ人公民権同盟は、以前と打って変わって、地元住民を訪問してクルーに協力するよう働きかけを行った。また、コッポラが切望していたリトル・イタリーやスタテン島のロケも実現させた。例えばスタテン島では、ある土地の所有者が撮影を拒否したとき、ラディはコロンボに連絡し、コロンボはその所有者を脅して、考えを改めさせた。ラディは、1972年のレディズ・ホーム・ジャーナル誌のインタビューにおいて、マフィアとの取引について、「誰も身体的に傷つけられることはなかったと思う」と弁明したが、「でも、彼らの承認がなければ、この映画は作れなかったんだ」とも打ち明けた。
しかし、製作に大きく貢献したジョゼフ・コロンボは、撮影開始から66日後の1971年6月28日、コッポラが映画のクライマックスシーンを撮影していた場所からわずか数ブロック先の通りで、何者かによって銃撃された（銃撃者も直後何者かに殺害された）。この事件は、『ゴッドファーザー』への関与を含むコロンボの派手な活動を快く思わなかった五大ファミリーによる仕業とされ、なかでも首謀者と目されたジョーイ・ギャロは、映画公開直後の1972年4月7日にコロンボ・ファミリーの報復により殺害される。
これらのマフィアの妨害や協力ぶりと撮影中の抗争の勃発は当時センセーショナルに取り上げられ、映画の宣伝と話題に輪をかけた。

### キャスティング
1970年の終わり頃からキャスティングは開始された。ロバート・エヴァンスが回想録のなかで「コルレオーネ家の配役をめぐる争いは、コルレオーネ家がスクリーン上で繰り広げた争いよりも苛烈だった」と記すほどにキャスティングは難航した。コッポラは、当初から数人の主要な役を最終的なキャスティングと同じ俳優で想定していたが、パラマウントがそれをなかなか認めなかったこともあり、多くの候補が検討された。そのため、最終的にパラマウントは42万ドルをスクリーン・テストに費やした。

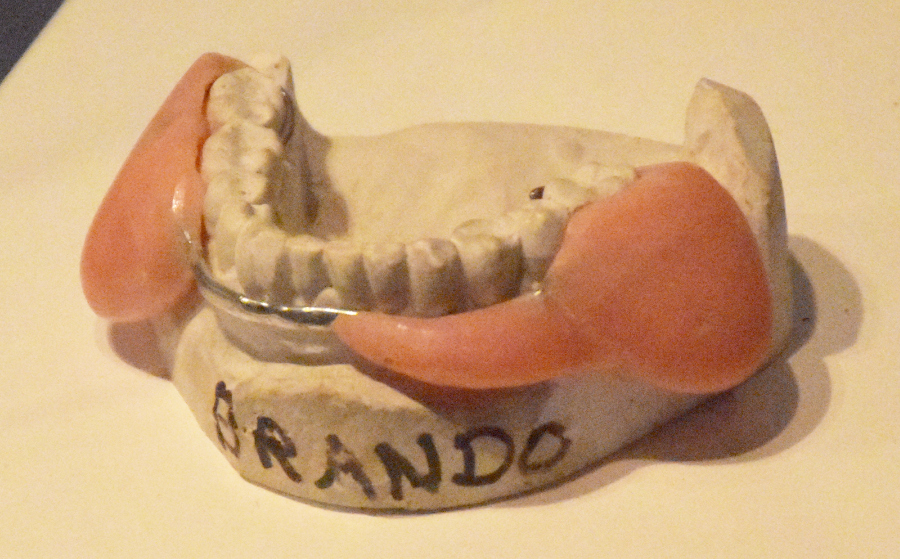
マーロン・ブランドがヴィトー役を演じる際に使用したマウスピース

ヴィトー・コルレオーネ役
原作者のマリオ・プーゾは、ドン・コルレオーネについて、ジェノヴェーゼ・ファミリーのボスであったフランク・コステロをキャラクターの土台とし、女手ひとつで7人の子供を育てたイタリア生まれの母親から教わった言葉を台詞として吹き込んだが、その顔のイメージはマーロン・ブランドであった。プーゾは、「あなたはゴッドファーザーの静かな力と皮肉を演じることができる唯一の俳優である」と記した手紙をブランドに送った。マーロン・ブランドがドン・ヴィトー・コルレオーネを演じることに最初に興味を示したのは、このときであった。ブランドは、このプロジェクトが血と根性の物語ではなく、「企業精神についての物語」であると知り、興味を示した。しかし、ブランドは当時既に大物俳優であったものの、直近の映画におけるパフォーマンスが悪く落ち目と見られており、さらにわがままで現場をかき乱す俳優だと思われていたため、スタジオ幹部たちは敬遠した。コッポラは、ブランドかローレンス・オリヴィエをその役に好んだが、オリヴィエの代理人はオリヴィエが病気であると主張してその役を拒否した（しかし、オリヴィエはその年の終わりに『探偵スルース』で主演を飾っている）。スタジオは主にアーネスト・ボーグナインをこの役に推していた。その他、ジョージ・C・スコット、アンソニー・クイン、オーソン・ウェルズ、ダニー・トーマスなどが検討された。ウェルズはパラマウントがこの役を希望した。
ブランドに関してコッポラとパラマウントの間で数ヶ月間議論した後、ヴィトー役に関する最終候補はボーグナインとブランドの2人となり、パラマウント社の社長スタンリー・ジャッフェがスクリーン・テストを要求したのは後者であった。しかし、その選択は、スクリーン・テストの要求に加えて2つの条件があってのことであった。それは、前渡金なしかつ低いギャラで仕事をすること（5万ドルの保証と興行収入に基づく変動制の報酬で契約）、そしてブランドの行動によって製作に遅れが生じた場合には、彼が経済的にその責任を保証することであった。ブランドにとって最もショッキングなことは、スクリーン・テストを受けることであったが、コッポラは賢明にも、ブランドと連絡を取ったとき、スクリーン・テストをしたいとは頼まなかった。ただ少し映像を撮りたいだけだと言って、ある朝、彼はヒロ・ナリタらを連れてカメラとイタリアらしい小道具を持って彼の邸宅に向かった。ブランドは日本の着物姿で寝室から出てきて、長いブロンドの髪をポニーテールにまとめた。コッポラがカメラのレンズを通して見ていると、ブランドは、髪を靴墨で黒くし、綿を丸めて口の中に詰め込んだ。そして、マフィアらしくシャツの襟をまくり上げて「ブルドッグの顔だ。意地悪そうだが、その根底には暖かさがあるんだ」と説明し、ワインやチーズや葉巻を嗜むジェスチャーをした。コッポラはこのテストビデオをブルードーンら重役に持ち込んだ。彼らはブランドが当時47歳という若さであったことからもヴィトー役を演じることに不安を抱いていたが、ブランドが別人になる様子を見て感嘆の声をあげ、配役を正式に許可した。
ヴィトーの陰鬱なキャラクター性は、ソロッツォ役に起用されたアルフレッド・レッティエリを通じて多くを吸収した（ブランドとレッティエリは1950年代から親交があった）。レッティエリは、義兄がジェノヴェーゼ・ファミリーの代理ボスを務めたトーマス・エボリの兄弟であり、マフィアの事情には精通していた。また、特徴的なしゃがれ声は、ブランドの独特な声質が基礎としてあるが、参考資料として製作陣が集めていたキーフォーヴァー委員会におけるフランク・コステロの音声テープからも影響を受けた。「権力者は叫ぶ必要がない」と、彼は後に説明した。年齢を重ねた顔は、メイクアップアーティストのディック・スミスによって手がけられ、スクリーン・テストの際にブランドが口の中に綿を入れて表現した「ブルドッグ」のイメージは、特別なマウスピースを作成することで対応した。撮影現場では、いくら落ち目とはいえブランドが大物俳優であったことに変わりはなく、彼はさながら俳優たちのゴッドファーザーのような存在であったという。
マイケル / ソニー・コルレオーネ役
主要人物の中で最後まで決まらなかったのがマイケル役であった。パラマウントの幹部はウォーレン・ベイティかロバート・レッドフォードという、人気俳優を求めていた。ロバート・エヴァンスは、『ある愛の詩』（1970年）の成功を見ていたこともあり、ライアン・オニールにこの役を任せようとした。コッポラは、シチリアの田舎をうろつているイメージができる、イタリア系アメリカ人らしさのある無名の俳優を求めていたため、『哀しみの街かど』（1971年）で初主演を飾ったばかりの新人、アル・パチーノがお気に入りであった。パチーノは、母方の祖父母がシチリアのコルレオーネ村出身という、マイケルの設定と似た境遇の人物であった。しかし、パラマウントの幹部は、パチーノが未来のドンとなるマイケルを演じるには背が低すぎ、また全体的なルックスもイメージに合わないと判断した。
マイケル役にはダスティン・ホフマン、マーティン・シーンもオーディションを受けた。バート・レイノルズもマイケル役を申し出たが、マーロン・ブランドがレイノルズが雇われれば辞めると脅したため、レイノルズは役を辞退した。また、ジャック・ニコルソンもオファーを受けたが、イタリア系アメリカ人の俳優が演じるべきだと考えて断った。そこでパラマウントの重役たちは、のちにソニー・コルレオーネ役となるジェームズ・カーンにマイケル役を与え、ソニーの役はカーマイン・カリディに与えられた。しかしコッポラは、その後もパチーノがマイケルの適役であると譲らなかったため、最終的にエヴァンスが上層部とコッポラに譲歩を持ちかけ、カーンがソニーを演じるならパチーノにマイケル役を許可するということになった。カーンがカリディよりも7インチ背が低く、パチーノの身長にずっと近かったことも配役に影響した。
パチーノは当時、本作の配役がなかなか決まらなかったことから、メトロ・ゴールドウィン・メイヤー （MGM）製作のギャング映画『The Gang That Couldn't Shoot Straight』に出演する契約を先に結んでしまっていたが、エヴァンスはシカゴ・アウトフィットの顧問弁護士（コンシリエーレ）を務めた経験のあるシドニー・コーシャックを雇ってMGM社長とそのオーナーのカーク・カーコリアンに圧力をかけ、2つのスタジオは和解に合意し、撮影開始約3週間前の1971年3月4日に正式にパラマウントと契約した。
パチーノはのちに、「マイケル・コルレオーネは、私が演じた中で最も難しい役だった。私は彼をギャングとして見ていなかった。彼の力は彼の謎めいた資質にあると感じていた」と述べている。カーンもまた、イタリア系でなかったということもあり、ソニーの役作りには苦労したようだが、マフィアの動きを熱心に観察したり、”キレ芸”で知られたコメディアンのドン・リックルズを意識してつくりあげたという。
ジョニー・フォンテーン役
フィラデルフィア・ファミリーのボスであるアンジェロ・ブルーノの斡旋により当時ナイトクラブで有名な歌手になっていたアル・マルティーノは、小説を読んでマルティーノがジョン・フォンテーンのキャラクターに似ていると思った友人のフィリス・マクガイア（彼女は歌手であり、シカゴ・アウトフィットのボスであるサム・ジアンカーナの恋人でもあった）によって、その役の存在を通知された。そしてマルティーノは、アルバート・S・ラディに連絡して自分を売り込んだが、ラディは意外にもあっさりと演技経験のない彼にこの役を与えた。しかし、コッポラが監督になると、歌手のヴィック・ダモーンに配役を変更したため、マルティーノはこの役を剥奪された。マルティーノによると、フォンテーン役を剥奪された後、彼の名付け親（ゴッドファーザー）でブファリーノ・ファミリーのボスであったラッセル・ブファリーノの元に行き、「”元々マルティーノに役を与えていた”という事実をコッポラが知らなかった」と主張する様々なニュース記事を流して情報操作を行った。ダモーンは結局、ギャラが安すぎたことに加え、マフィアを刺激したくなかったため役を降板した。そのため最終的にジョン・フォンテーン役は、再びアル・マルティーノに渡った。
なお、当時からジョニー・フォンテーンのモデルとして囁かれていたフランク・シナトラは、原作が出版される前でさえ、プーゾの出版社にシナトラの弁護士から原稿を見ることを要求する手紙を送るほど（出版社は丁寧にその要求を拒否した）、本作にセンシティブに反応していた。最も有名なエピソードは、映画化の話が上がってからまもなく、プーゾとシナトラの共通の知人が2人を引き合わせてしまったときに、シナトラがプーゾに「足を折ってやる」「地獄へ叩き落とす」と脅迫したというものである。さらにアル・マルティーノによれば、「あなたがフォンテーン役を引き受ければ、シナトラはラスベガスからあなたを締め出すだろう」という内容の警告を受けたと話している。こうしたシナトラの行動には、映画におけるフォンテーンの出番を最小限にしようという目論見があった、とマルティーノは話している。一方でコッポラはのちに、企画の初期の段階で「彼は冗談めかして『パラマウントからこの映画を買って、私がゴッドファーザーを演じよう』と言った」と述べ、シナトラがヴィトー役に意欲を示していたことを明かした。
その他助演の配役
コッポラは、彼の前作『雨のなかの女』に出演したつながりから、製作当初よりロバート・デュヴァルにトム・ヘイゲンの役を演じさせたいと考えていた。スティーブ・マックイーン、ポール・ニューマン、アンソニー・パーキンスなど複数の俳優が検討された後、結局コッポラの希望が通り、デュヴァルがその役を獲得した。デュヴァルは、当時からかなり生え際が後退しており、年齢に真実味を与えるためウィッグをつけて役作りをした。ケイ・アダムス役のダイアン・キートンもまた、当初からコッポラが希望していた配役であり、彼女のデビュー作『ふたりの誓い』（1970年）での演技がコッポラの目にとまったため抜擢された。キートンとパチーノがスクリーン上でも外でも相性が良かったことも手伝った。フレド・コルレオーネ役には、当時オフブロードウェイ作品に出演していたジョン・カザールを、キャスティングディレクターのフレッド・ルースが見つけコッポラに推薦したことで、抜擢された。ヴィトーの妻でマイケルたちの母親であるカルメラ・コルレオーネ役には、フランク・コステロが芸名の名付け親（ゴッドファーザー）というシチリア出身のジャズ歌手、モーガナ・キングが抜擢された。なお彼女は、息子役のアル・パチーノらとわずか10歳しか離れていなかった。エミリオ・バルジーニ役にはリチャード・コンテが抜擢されたが、彼は当初ヴィトー・コルレオーネ役としても検討されていた。
マーロン・ブランドが回顧録に「スタッフの何人かはマフィアの一員で、4、5人のマフィアが脇役として出演していた」と記しているように、マフィア絡みの出演者も少なくなかった。ラディらが会見で無名な俳優を起用する意向を明かすと応募が殺到したが、この映画への出演を希望する俳優の多くは、プロとしての経験や資格よりも、犯罪者とのつながりを売り物にした。マフィアと親しかったジャンニ・ルッソは、ジョゼフ・コロンボとパラマウントの会談を仲介した繋がりから、コロンボの「私の息子に何か役を与えてくれないか？」というひと声で、カルロという重要な役を手にした。ルッソによれば、主要キャストが初めて顔合わせした際、マーロン・ブランドはルッソが演技経験ゼロにもかかわらず重要な役を担うことに不満を示すと、ルッソはブランドの耳元でマフィアの存在をチラつかせて「殺すぞ」と脅した。ブランドは、これを迫真の演技だと勘違いして俳優としての技量を認め、以降2人の仲は深まったという。コロンボ・ファミリーの用心棒として撮影現場に来ていたレニー・モンタナは、その大柄な風貌がコッポラの目にとまり、コルレオーネ家の殺し屋ルカ・ブラージ役として起用された。モー・グリーン役には、ウィンターヒル・ギャングと懇意で過去に殺人容疑がかかった経験（証拠不十分で不起訴）もある、アレックス・ロッコが起用された。また、ジャンニ・ルッソによれば、結婚式のシーンでドン・バルジーニのテーブルに座っているマフィアを演じていた俳優は全て、実際に映画の現実感を出すためにコロンボとコッポラの間の合意に従って役割を得た、本物のコロンボの舎弟たちであった。
ロバート・デ・ニーロは当初、ポーリー・ガットー役を与えられていた。しかし、アル・パチーノが『ゴッドファーザー』を優先して『The Gang That Couldn't Shoot Straight』のプロジェクトから降りると、この役が空席になったため、デ・ニーロはこの役のオーディションを受け、この役を獲得したために『ゴッドファーザー』を去った。デ・ニーロはまたソニー・コルレオーネの役としても検討されていた。デ・ニーロの降板後、ガットの役にはジョニー・マルティーノが配された。
そのほかいくつかの小さな役は、撮影が始まってから配役された。
コッポラ一家の出演
コッポラはこの映画でいくつかの役を家族に与えている。妹のタリア・シャイアには、主要キャストのコニー・コルレオーネ役を与えた。娘のソフィアは、コニーとカルロの生まれたばかりの息子、マイケル・フランシス・リッツィ役。父のカーマイン・コッポラは、映画の中のシーンでピアノを弾いているエキストラとして出演した。そのほか、コッポラの妻、母親、息子2人がエキストラとして映画に出演している。

### 撮影
コッポラは、本作の撮影に関して、役者たちのリアルな演技や即興性を重要視した。さらに、美術監督のディーン・タヴォウラリスや衣裳デザイナーのアンナ・ヒル・ジョンストンとともに、その時代特有の背景の小道具からマフィアの暴力の描写まで、映画のあらゆる面で正確さとリアリズムを目指した。撮影が始まる前に、キャストは2週間のリハーサルの期間を与えられ、その期間中、家族内でのキャラクターを確立させるために主要キャスト全員でキャラクターを演じながら夕食させる機会も設けられた。
撮影開始は当初1971年3月29日を予定し、クリスマスプレゼントを買うためにニューヨークのベスト社を後にするマイケル・コルレオーネとケイ・アダムスのシーンから始めるつもりであったが、3月23日に雪が舞う予報が出たため、ラディは撮影日をその日に前倒しした。しかし、結局雪は降らなかったため、スノーマシンを使って3月23日に撮影が開始された。 ニューヨークでの主要な撮影は1971年7月2日まで続いたが、コッポラはシチリアでの撮影に向かう前に3週間の休暇を求めた。 シチリアへのスタッフ出発後に、パラマウントは公開日を1971年のクリスマスから1972年初頭に移動すると発表した。
撮影監督のゴードン・ウィリスは当初、製作が「混沌」としているように見えたため、『ゴッドファーザー』の撮影を断っていた。後にウィリスがオファーを受諾した後、コッポラとの間で、時代映画であるため機械的にシンプルに保つべきであるという基本的な認識のもと、現代の撮影装置、ヘリコプター、ズームレンズを一切使用しないことに合意し、またクラシカルな「タブロー形式」による撮影を選んだ。タブローとは、19世紀の絵画や舞台美術の実践における、運動の形象化を基礎とした理念であり、映画を単純なショット＝断面として切り取るのではなく、物語の時空間的展開や、見る者の知覚に作動する図像学的な意味作用を含んだ画面表現を表している。一方で、オープニングの葬儀屋の男の顔が徐々にズームアウトしていくシーンや銃撃シーンでは、革新的な撮影技術を使用した。またウィリスとコッポラは、映画全体を通して明暗を強調させることに同意し、影と低い光量を利用することで心理的な展開を表現した。フィルムの露出を下げることで、ウィリス曰く「（年代物の）色の悪い新聞写真」のような琥珀色の色彩も与えた。シチリアのシーンは、田舎をよりロマンチックな土地として表現するために撮影され、ニューヨークのシーンよりもソフトでクリーミーな印象を与えている。ウィリスのもとには、カメラオペレーターとしてマイケル・チャップマンがついた。
コッポラのロケ要請は守られ、約90パーセントがニューヨークとその近郊で撮影され、120以上の異なる場所が使われた。いくつかのシーンはイースト・ハーレムにあったスタジオ「フィルムウェイ」で撮影された。残りの部分は、カリフォルニアで撮影されたり、シチリアで現地撮影された。ラスベガスを舞台にしたシーンは資金不足のためロケが行われなかった。シチリアのシーンは、実在するコルレオーネ村ではなく、サーヴォカとフォルツァ・ダグロで行われた。オープニングの結婚式シーンはスタテン島で750人近くの地元民をエキストラとして使って行われ、ほとんどフリーフォームの演技で撮影された。コルレオーネ邸として使われた家と結婚式会場の場所は、スタテン島のトッドヒル地区の「110 Longfellow Avenue」であった。コルレオーネ邸周囲の外壁は発泡スチロールで製作された。コルレオーネの事務所と周辺を舞台にしたシーンは、チャイナタウンのモット・ストリートで撮影された。
この映画の最も衝撃的な場面の1つに、実際に切断された馬の頭部が登場する。このシーンの撮影場所については論争があるが、外観のロケーションはビバリーヒルズの「The Hearst Estate」、建物の内部はロング・アイランドの「Sands Point Preserve」で撮影されたようである。頭部は実際に劇中の馬を殺したわけではなく、馬肉で製造されるドッグフード会社から死骸を拝借した。また、この映画で最も費用がかけられた撮影は、ソニーが殺害されるシーンである。6月22日、ソニーが殺されるシーンはユニオンデールにあるミッチェル空軍基地の滑走路で撮影され、3つの料金所とガードレール、看板も設置された。ソニーの車は、無数の弾痕に似せた穴を開けた1941年式リンカーン・コンチネンタルで、ソニーの服には血液に似せた液体の袋と大量の爆竹が仕込まれた。このシーンの撮影だけで3日を要し（ただし撮影自体はワンテイクで終えた）、当時の価格で10万ドル以上かかっている。
1971年8月7日に撮影が終了した後、ポストプロダクションの努力は映画を扱いやすい長さに編集することに集中した。9月には、最初のラフカットが鑑賞された。映画から削除されたシーンの多くはソニーを中心としたものであり、プロットを進展させるものではなかった。11月までにコッポラとラディはセミファイナルカットを終えた。この編集について、ファイナルカットの権利を持っていたエヴァンス（故人）と、監督のコッポラ双方の意見はわかれている。コッポラは何度も2時間10分以内に収めるよう命じられたと主張するが、エヴァンスはコッポラにもっと質感を加えて、長さを気にするなと命じたと主張する。そしてエヴァンスはコッポラに強要して追加した30分が映画を救ったと述べているのに対し、コッポラはエヴァンスがカットするよう命じた30分を元に戻しただけだと述べている。
1971年12月末と翌年1月、映画はパラマウントのスタッフとエキシビターの間で先行上映された。

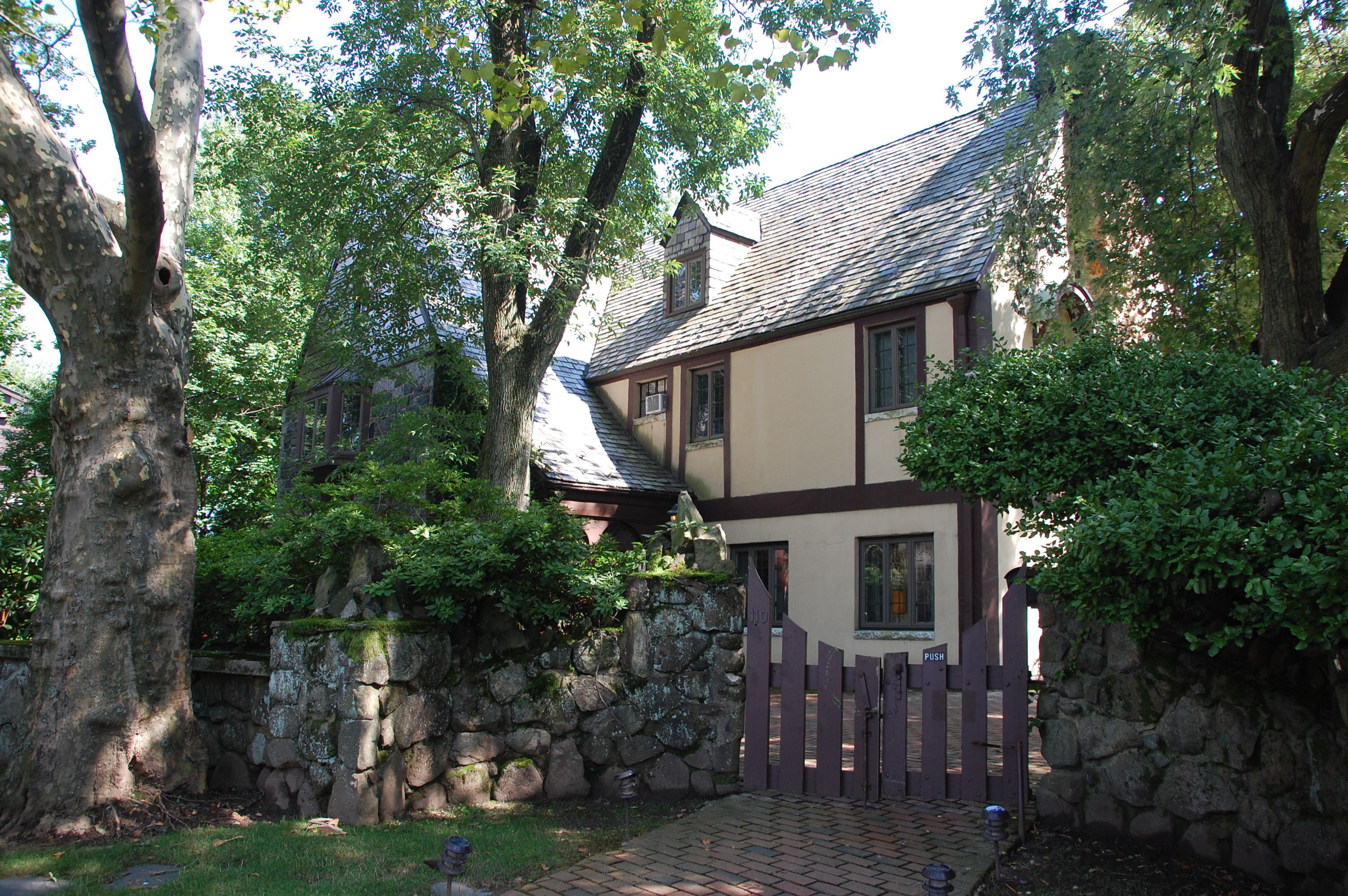
コルレオーネ邸として使用された、ニューヨーク・スタテン島にある住宅
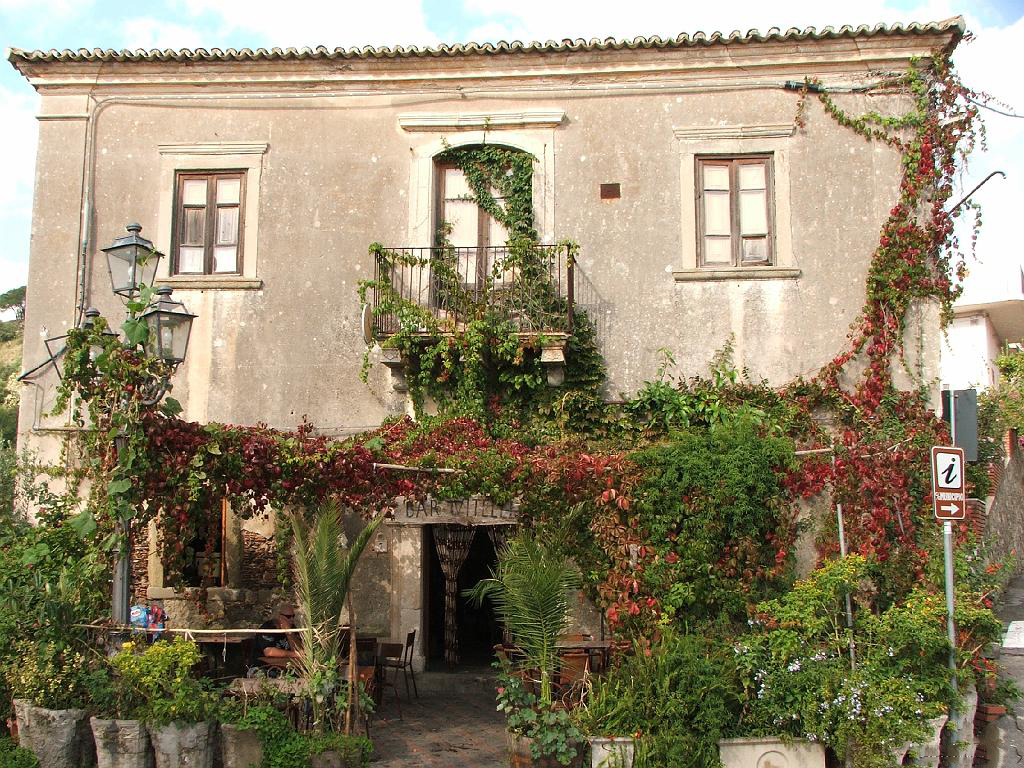
マイケルがアポロニアの父と話すシーンが撮影された、シチリア・サヴォカにある民家
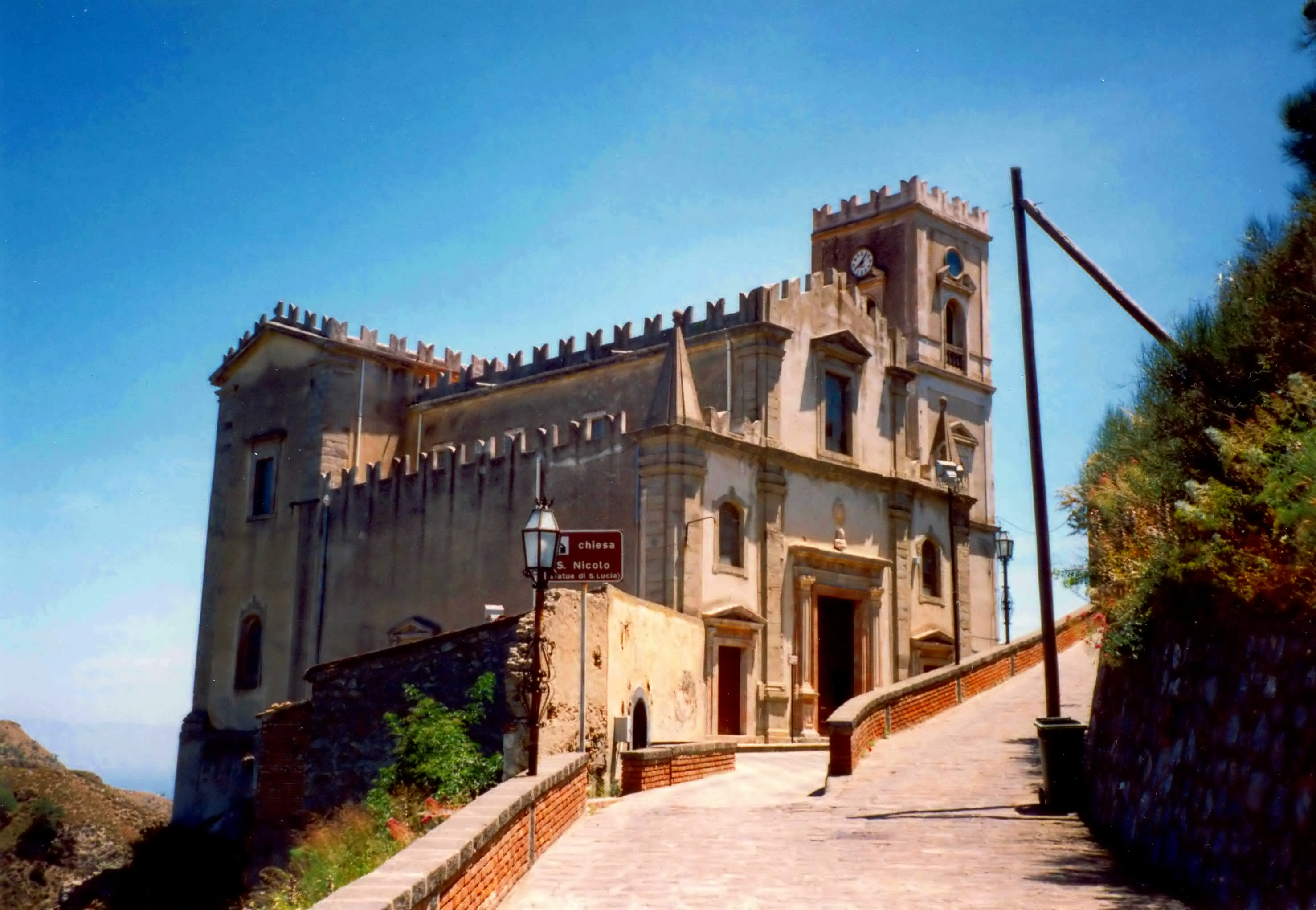
マイケルとアポロニアの挙式するシーンが撮影された、シチリア・サヴォカにあるサン・ニコロ城
ドン・バルジーニの殺害されるシーンが撮影された、ニューヨーク郡裁判所
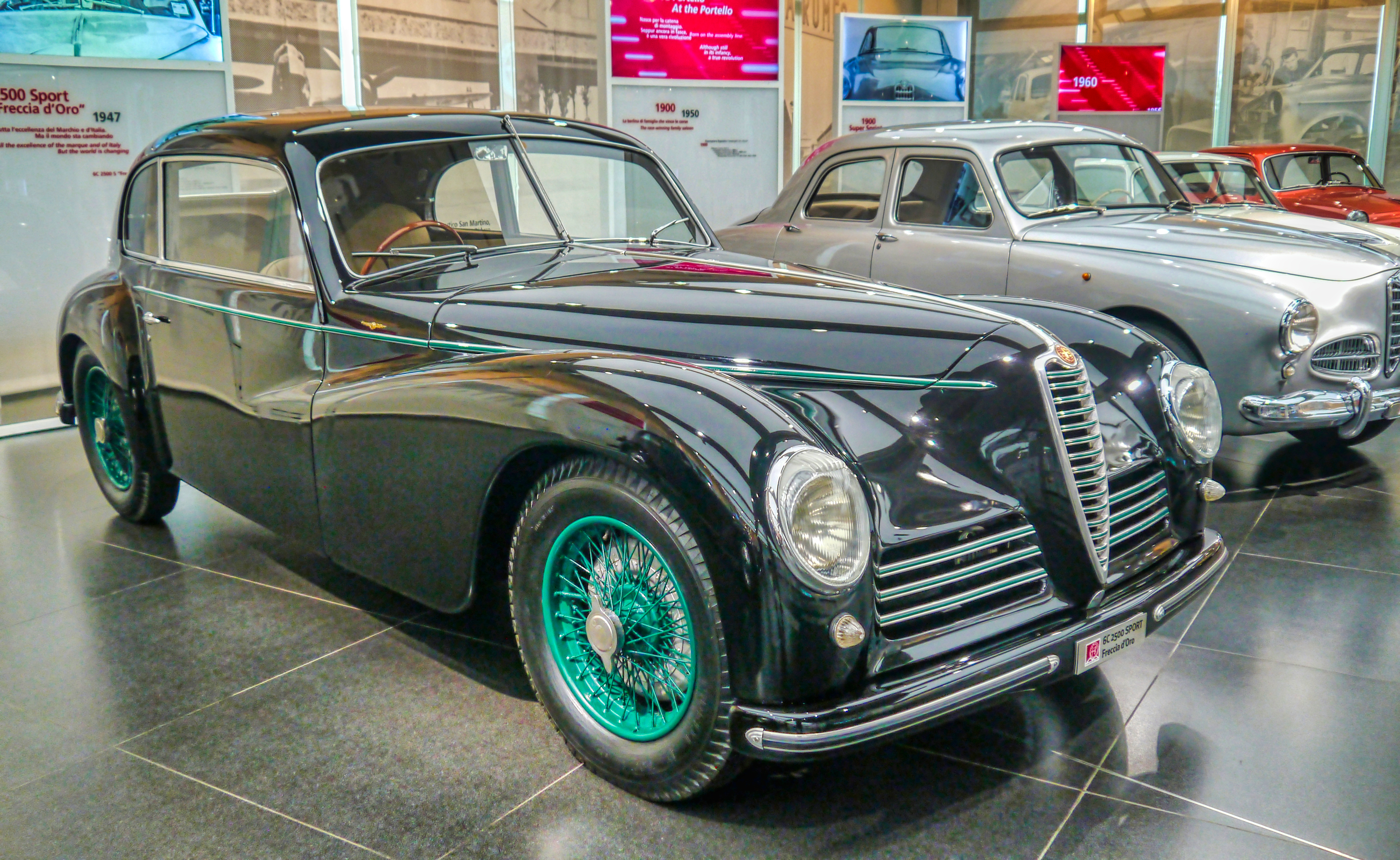
シチリアの場面で登場するアルファロメオ・6C 2500（実車ではない）
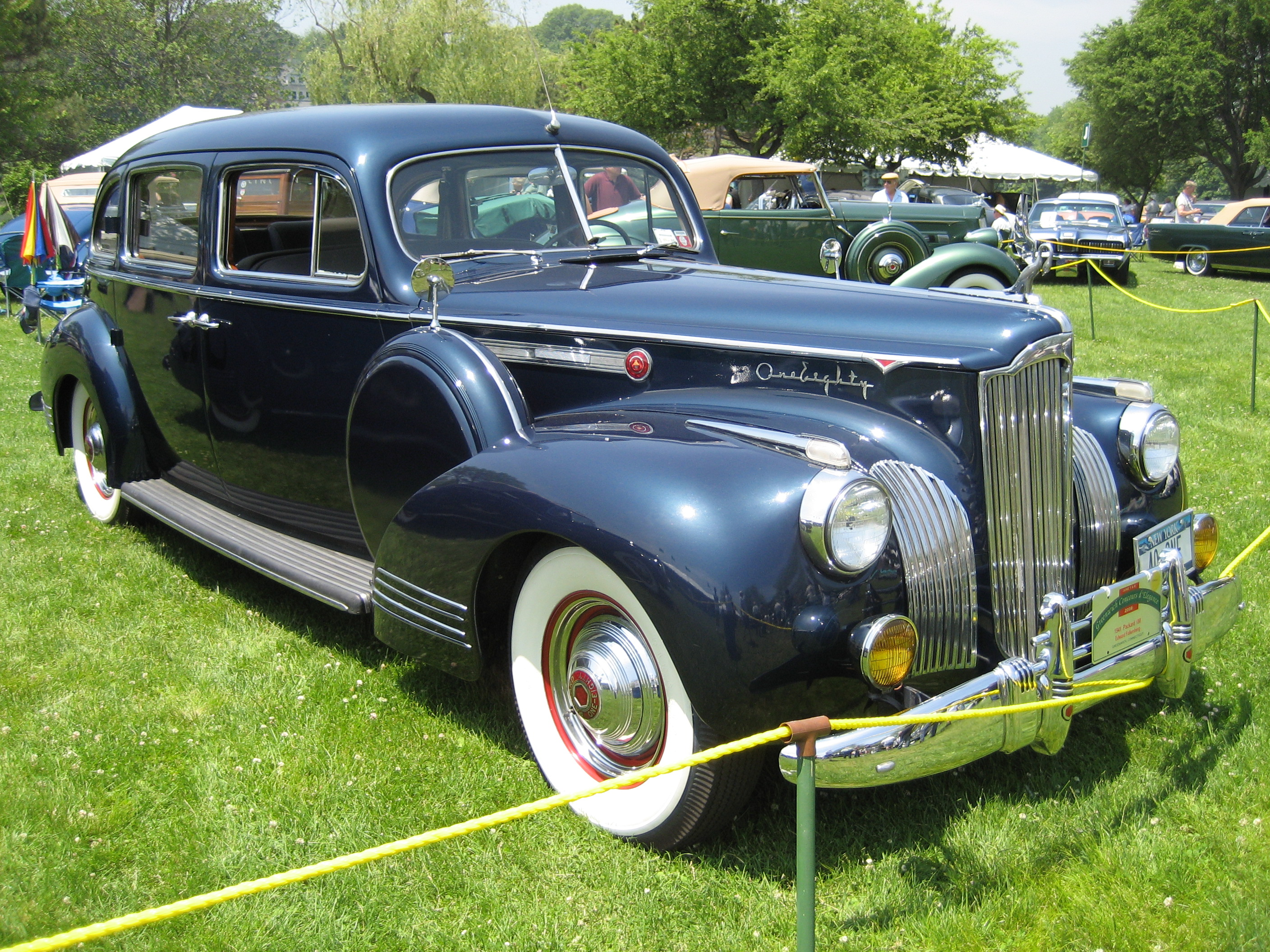
ニューヨークの場面で登場するパッカード・スーパー8（実車ではない）

### 劇伴
コッポラは『愛のテーマ』を含むこの映画の背景音楽を作るために、イタリア人作曲家のニーノ・ロータを起用した。スコアについて、ロータは映画の状況や登場人物と関連付けた。また、イタリアの雰囲気を作り、映画内の悲劇を呼び起こすために、1958年の映画『Fortunella』のスコアからいくつかの部分を取り入れた。
エヴァンスはこの楽譜があまりにも「ハイブロー」であると考え、使用することを望まなかったが、コッポラがエヴァンスの同意を得ることに成功し、使用された。コッポラは、ロータの音楽がこの映画にさらにイタリアの雰囲気を与えていると考えた。演奏はカルロ・サヴィーナの指揮によって録音された。
コッポラの父、カーマイン・コッポラは、オープニングの結婚式のシーンでバンドによって演奏されていた音楽など、映画のためにいくつかの追加音楽を作成した。また、結婚式のシーンでは、シチリアの民謡「C'è la luna mezzo mare」や、『フィガロの結婚』のアリア「Non so più cosa son」も歌われている。

## 公開
公開前から、この映画はすでに400以上の劇場からの事前レンタルで1500万ドルを稼いでいた。世界初公開は1972年3月14日、ニューヨークのロウズ・ステート・シアターで行われ、そこで得られた利益はニューヨークの青少年育成団体に寄付された。翌日からニューヨーク、カナダ・トロント、ロサンゼルスのいくつかの劇場で先駆けて公開されたのち、1972年3月24日に全米公開され、5日後には316の劇場に到達した。公開されるや爆発的なヒットとなり、国内で1億3000万ドル以上の興行収入を達成した。これは『ジョーズ』（1975年）に破られるまで当時の史上最高興行収入記録であった。
日本での公開は、アメリカ、カナダ以外での初の海外上映として1972年7月15日に東京と大阪の4館で封切られた。7月、8月中に名古屋、福岡と札幌の計5館に拡大され、9月末から10月に全国14都市に広がり、年末までには13都市30劇場で公開され、京都、神戸での公開は年明けとなった。暴力の中に漂う家族の愛とロマンチシズムは、日本でも大きな反響を呼び、映画の興行収入は19億9700万円を記録した。

## 解説

マフィアの組織構造図

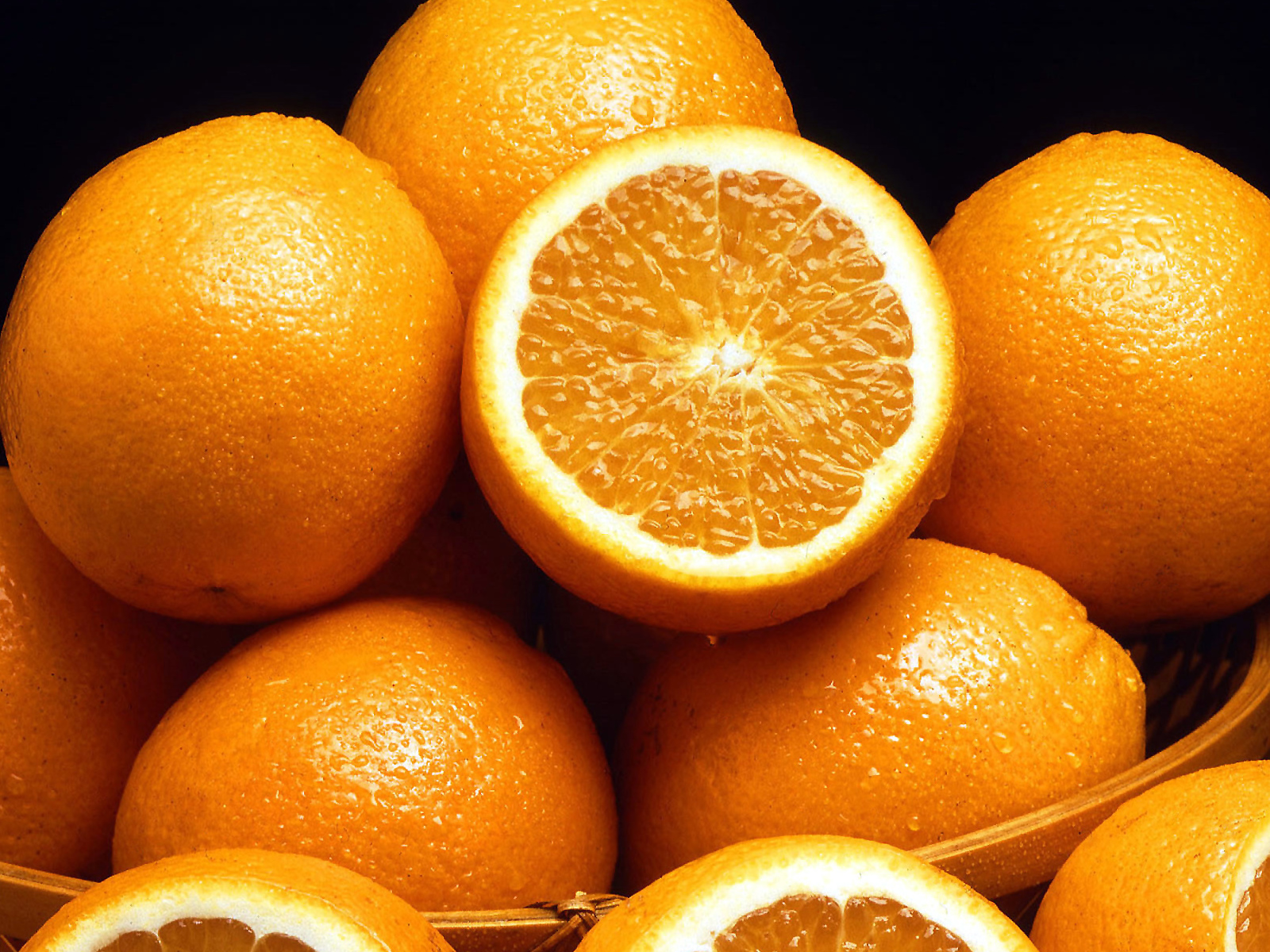
オレンジが「悲劇的な出来事」を予感させるモチーフとして描かれているという解釈は有名である（ただし美術監督は、単に画面を明るくするためにオレンジを使用しただけだと主張する）。

『ゴッドファーザー』では、犯罪組織マフィアの盛衰を、その世界で最も出世した人々の視点から描いており、この世に幻滅した下層階級の堕落を視点にして描いた道徳劇ではない。また本作は、家族とビジネス、ヨーロッパとアメリカすなわち旧世界と新世界という、それぞれ緊張関係にある2つの概念について、その融合への模索としてのアメリカンドリームの狂気と栄光、そして失敗を描いており、「I believe in America」（私はアメリカを信じています）と宣言するところから物語が始まる。
コッポラは、現代マフィアの世界を自由奔放な資本主義社会として扱い、現代マフィアと企業国家アメリカが表裏一体の腐敗した存在であることを風刺的に描いた。旧世界の価値観に根ざした騎士道精神に基づく後ろ向きで準封建的な組織から、自由民主主義のアメリカに適した前向きで準企業的なモデルへと移行するマフィアを扱い、そこでは資本主義的な商業利益が優位に立つが、しばしば道徳心を含む従来の考慮事項が犠牲にされる。こうした問題が頭をもたげる展開、すなわちマフィアの歴史における重要な岐路として、麻薬密売に関与すべきかどうかという問題に焦点が当てられる。資本主義社会は上り坂のレースであり、勝利を掴むためには、競合他社が失敗するかどうかにかかっている。成功する企業は常に競争相手の上に立ち続けなければならない。家族への献身は、しばしばこうしたビジネスへの献身と対立する。家族の忠誠がビジネスの責任を邪魔するように、ビジネスの要求がその人を家族から引き離すこともある。家族経営ではこの対立は尚更切実なものとなり、事業の拡大には、ときに兄弟などの愛ある関係がビジネスマンとしての冷たい関係になることを要求される。
本作の壮大なスケールは、移民を描くことで広い地理的・歴史的範囲を与えている。旧世界の習慣を新世界に持ち込むことは、アメリカンドリームの追求を妨げるかもしれないし、新世界の生活様式は、移民が持つ旧世界の習慣や伝統を台無しにして道徳的な羅針盤を失ってしまうかもしれない。ヴィトー・コルレオーネは移民第一世代であり、旧世界イタリアの住人である。一方でその息子マイケルは、イタリア移民の第二世代であり、彼は生まれたときから新世界アメリカの住人となり、第一世代からイタリア人のキャラクターも間接的に受け継いでいる。したがって、アメリカ人とイタリア人の二重の文化的特徴を持つ。マイケルはアメリカ人らしく独立心が強いが、イタリア文化では父親の不在は家族の崩壊を意味し、それがマイケルのイタリア的側面を呼び起こす。コルレオーネ村は小さなコミュニティの典型であり、その伝統的な生活様式は呪いであると同時に祝福でもあり、人々はそこから逃れつつも、戻ることを切望する。家族の絆が強く、人々は互いに助け合い、その生活は宗教的な信仰に支えられている一方で、強い共同体意識が息苦しさをも生み出し、権力者による独裁的な支配を受けたり、際限のない復讐の連鎖に陥ることもある。アメリカは近代国家の典型であり、法の支配による非人間的な正義を主張し、良きにつけ悪しきにつけ、すべての人間関係を経済取引に変える傾向がある。ラスベガスは、ネバダ州の砂漠から生まれた人工的なコミュニティであり、拡大された非人間的なコミュニティとしてのアメリカの肥大化を象徴している。ニューヨークは、コルレオーネ村とラスベガスの中間地点であり、コルレオーネ・ファミリーが旧世界から新世界へ向かう旅の中間地点である。旧世界の生活様式と新世界の生活様式の両方の美徳と欠点を提示するこの街が、彼ら家族に降りかかる栄光と悲劇の中心となる。コッポラの暗いビジョンでは、独立というアメリカの夢は、マイケル・コルレオーネが犯罪の生活に囚われることで、権力を動かす巨大なメカニズムへの隷属という新たな悪夢へと変化していく。家族を解放し、正当化しようと奮闘する彼は、結局、家族を資本主義のための非人間的な力にさらすことになり、家族の生命を奪ってしまう。
公開時の世俗的な視点として、当時のアメリカはベトナム戦争とウォーターゲート事件の2つの失意に直面していたため、アメリカ人の生活に浸透しはじめていた幻滅の感覚を物語っていた。ノスタルジーという要素も軽視できない。フェミニズムが台頭し、ブラックパワーが台頭したカウンターカルチャーの時代でもあった。『ゴッドファーザー』が提示したのは、消えゆく階層的・伝統的・秩序的な西洋の家父長制社会へのまなざしであり、世界が急速に変化する時代の中で、不安を感じていた多くの人々の心を打った。偉大なる父、ドン・コルレオーネは、自らの手で法律を作り、それを実行に移すほど確信に満ちた人物で、多くの人々に訴えかけた。とともに、価値観の歪みと家族の崩壊という現代社会の不穏な兆しも描いた。すなわち、ダークサイドのなかの真っ当で昔堅気の男であったヴィトーは家族を守ろうと奮闘するなか、彼の未来への希望をすべて託していた期待の息子マイケルが、父を救おうとダークサイドに足を踏み入れたために、その資本主義に侵された歪んだ価値観（しかし現代マフィアとしては優秀すぎる手腕）により家族を失い破滅していくさまを描いた、壮大な悲劇である。
ヴィトーとマイケルは互いに鏡のような存在であり、アメリカ移民のジレンマを示している。ヴィトーはアメリカにある旧世界地域リトル・イタリー（ニューヨーク）で成功を収めるが、家族を守るために旧世界の習慣や原則に固執するあまり、アメリカにおける犯罪の性質の変化についていけず、それは起業家精神とダイナミックな市場を持つアメリカ全般の変化の速さを反映している。その結果、ヴィトーは事実上、組織犯罪から搾り取られ、引退を余儀なくされるが、少なくとも彼には引きこもるべき家族がおり、穏やかな死を享受することができる。しかし、マイケルはそれほど幸運ではない。移民二世としてアメリカで教育を受けたマイケル・コルレオーネは、アメリカのやり方に順応し、犯罪の世界で新たな高みに上り詰めていく。ヴィトーとは異なり、彼はすべての敵を排除することができたが、その過程で自分の魂と家族を失っていく。ヴィトーもマイケルも、アメリカン・ドリームの模範であると同時に、その犠牲者でもある。『ゴッドファーザー』は、彼らの物語を語ることで、アメリカにおける移民の悲劇をより一般的に探求し、アメリカン・ドリームが新参者を引き寄せ、家族とビジネスを両立させるという自堕落で自滅的な闘いに彼らを導いていく様を描いている。
シリーズ全体に共通する豊富な対比構造は、マフィアと彼らの信仰するカトリックの関係性がその根本的な下地として機能している。ブルジョワ・イデオロギーの支柱である宗教をその対極である残虐性と並べることで、教会という精神的共同体が彼らを慰めることのできない無力な存在になっていることを指摘し、それは残虐性なしには成し遂げられないアメリカン・ドリームの現実を、資本主義の破壊力とは別の形で示している。
またコッポラは、20世紀半ばの裏社会の女性が、ピストルを構えた情婦や、陰謀を企むファム・ファタール、大勢のママズ・ボーイから溺愛される家長であるという考えを否定し、むしろ、家父長制の一面として、血と裏切りにまみれた性差別主義者の男性たちに押しのけられることが多かったと主張する。物語は、ドンの愛娘の幸せな結婚式に始まり、最後は男性たちのやり方に疑問を抱き抗議する2人の女性の姿で幕を閉じる。その軌跡は、マイケルがケイやアポロニアら女性たちから離れ、天罰へと向かって破滅していく姿であり、原作でヴィトーの言う「（女性は）天国で聖人になるが、我々男性は地獄で焼かれる」ことを示唆している。ケイ、アポロニア、コニー、ヴィトーの妻カルメラらは、この映画全体を通して夫の犯罪を決して容認せず、常にそこから切り離された場所にいる。結婚式の際に「彼らが授かる最初の子供が男の子であることを」と願う殺し屋ルカ・ブラージの言葉は、祝福というよりむしろ呪いとして皮肉的に描かれる。本作でのコッポラのアプローチは、女性を「卑下、降格」させるのではなく神聖な台座に乗せることで、男尊女卑を非難することにほかならず、男性の人生から女性が排除されたときに何が起こるかについて深く考えている。

## 評価
一般視聴者から熱烈な支持を得るとともに、世界中の批評家や映画関係者たちからも絶賛されており、史上最も偉大で影響力のある映画の一つとみなされている。
コッポラ自身は、本作を製作中にヒット作『フレンチ・コネクション』を鑑賞しており、その出来栄えを高く評価し、「同じマフィア映画でも、『ゴッドファーザー』は暗くて退屈で悲しい映画だ。男が座って会話する場面ばかりだ。『フレンチ・コネクション』のようにヒットすることはないだろう」と語っていたという。その後「本作が成功したのは私の力ではない。多くの優秀なスタッフに恵まれたからだ」と謙虚なコメントを残している。

### 批評家
レビュー集計サイトRotten Tomatoesでは、148のレビューに基づいて97％の支持率を獲得し、平均評価は9.40/10である。同サイトの批評家コンセンサスは、「ハリウッド最大の批評的・商業的成功のひとつである『ゴッドファーザー』はすべてを正しく理解している。映画は期待を超えただけでなく、アメリカ映画の新しいベンチマークを確立した」とする。加重平均を使用するMetacriticは、16人の評論家のレビューに基づいて100点満点でこの映画を割り当て、「普遍的絶賛」を示している。
『シカゴ・サンタイムズ』のロジャー・イーバートは、小説のストーリーに沿ったコッポラの努力、小説と同じ時代に映画を設定する選択、3時間の上映時間の間に観客を「吸収」する映画の能力を賞賛した。『シカゴ・トリビューン』のジーン・シスケルは4段階中4の評価をし「very good」とコメントした。
『ザ・ニューヨーカー』のポーリン・ケイルは「最高の大衆映画が商業と芸術の融合から生まれるという素晴らしい例があるとすれば、『ゴッドファーザー』がそれだ」と書いた。『ワシントン・ポスト』のデッソン・ハウは、この映画を「宝石」と呼び、コッポラがこの映画で最も称賛に値すると書いた。『ニューヨーク・タイムズ』のヴィンセント・キャンビーは、コッポラが「アメリカ生活の最も残酷で感動的な年代記」のひとつを作ったと感じ、さらに「身近な環境とジャンルを超越している」と言った。監督のスタンリー・キューブリックは、この映画には史上最高のキャストが揃っており、史上最高の映画になりうると考えた。監督の黒澤明は、「あのコッポラはなんて監督なんだ! 彼のゴッドファーザーシリーズの第1部は完璧だと思っていたが、第2部でそれを超えて驚いた」（野上照代の証言）と述べた。映画評論家のジョン・ポドホレッツは、この映画の公開40周年を記念して、『ゴッドファーザー』を「間違いなくアメリカの偉大な大衆芸術作品」「それ以前のすべての偉大な映画製作の総決算」と賞賛した。その2年前には、ロジャー・イーバートが自身の日記に「誰もが認める...疑いなく偉大である映画に最も近い」と記している。
攻撃的な批評で知られる『ヴィレッジ・ヴォイス』のアンドリュー・サリスは、ブランドはじめ各役者たちの演技を賞賛したが、マイケル・コルレオーネの難しいキャラクター設定によって、犯罪というジャンルの厳しさから、反省なき復讐と説明責任なき権力という知識人の白昼夢のような怠惰に流れているように見えるとも述べた。また、全体としては「冷酷な資本主義システムから生まれた典型的な企業人格の表現」と主張するその特殊な解釈を黒澤明の『悪い奴ほどよく眠る』ほど支持することはできないと述べ、コッポラのアプローチは、人間的で、民族的で、ほとんどグロテスクなまでにノスタルジックである傾向があり、私たちが期待する権利よりも多くの感情があり、同時に、物語の展開に曖昧さがあるとした。一般的に絶賛された映画に対して敢えて批判的な意見を書くことで知られる『ニュー・リパブリック』のスタンリー・カウフマンは、パチーノを「彼にとってはあまりにも過酷な役柄をこなし、あちこちで暴れまわっている」と評し、またブランドの演技を「甘く、怠惰」で、「下手」なメイクとし、ロータの音楽を「驚くほど腐った」スコア、全体を通して「限られた工夫のすべてを銃撃と絞殺のために温存しており、それは私が記憶している映画の中で最も悪質なもののひとつ」と痛烈に批判している。また、資本主義のメタファーであると言う本作の主張について、マフィアの起源とその忠誠の血の絆を無視しているとし、さらに登場人物のほぼ全員が殺人犯か共犯者であるために、その道徳的中心が内面的な一貫性と周囲の非殺人的市民との暗黙のコントラストに依存していると述べた。そして物語を通じての本当の変化は、マフィアが「良い」ギャンブルや売春から「汚い」麻薬を扱うようになったことだけだと主張する。

### 栄誉
第45回アカデミー賞では、その年の最も優れた映画に贈られる作品賞を獲得した。またマーロン・ブランドは、ヴィトー役の円熟した演技が絶賛され、アカデミー主演男優賞を獲得した（ただし、本作とは別に映画界の人種差別への抗議として受賞は拒否）。また、当時無名に近かったアル・パチーノやジェームズ・カーン、ロバート・デュヴァルといった共演した俳優も助演男優賞にノミネートされ、この作品によって一気にスターダムにのし上がった。
原作者のマリオ・プーゾとその脚色を担ったフランシス・フォード・コッポラは、アカデミー脚色賞を受賞した。ニーノ・ロータによる劇伴は、その年のグラミー賞でテレビサウンドトラック部門を受賞した。アカデミー賞でも作曲賞にノミネートされたが、授賞式直前に既存の曲を再使用していたことが発覚したため、ノミネートは取り消しとなった。しかし、続編の『ゴッドファーザー PART II』では、同じ作品が含まれているという事実があるにもかかわらず、こちらはアカデミー賞で作曲賞を受賞した。また、劇伴のなかでもシチリアのシーンで使用された『愛のテーマ』は、ビルボードをはじめとする各国の音楽チャートで好成績を記録した。

### 主な受賞歴
| 賞                           | 部門                                          | 候補者                                                                 | 結果       |
| ---------------------------- | --------------------------------------------- | ---------------------------------------------------------------------- | ---------- |
| アカデミー賞                 | 作品賞                                        | アルバート・S・ラディ                                                  | 受賞       |
| アカデミー賞                 | 主演男優賞                                    | マーロン・ブランド                                                     | 受賞       |
| アカデミー賞                 | 助演男優賞                                    | ジェームズ・カーン                                                     | ノミネート |
| アカデミー賞                 | 助演男優賞                                    | ロバート・デュヴァル                                                   | ノミネート |
| アカデミー賞                 | 助演男優賞                                    | アル・パチーノ                                                         | ノミネート |
| アカデミー賞                 | 監督賞                                        | フランシス・フォード・コッポラ                                         | ノミネート |
| アカデミー賞                 | 脚色賞                                        | マリオ・プーゾ フランシス・フォード・コッポラ                          | 受賞       |
| アカデミー賞                 | 作曲賞                                        | ニーノ・ロータ                                                         | ノミネート |
| アカデミー賞                 | 編集賞                                        | ピーター・ツィンナー ウィリアム・H・レイノルズ                         | ノミネート |
| アカデミー賞                 | 録音賞                                        | クリストファー・ニューマン リチャード・ポートマン バド・グレンツバック | ノミネート |
| アカデミー賞                 | 衣裳デザイン賞                                | アンナ・ヒル・ジョンストン                                             | ノミネート |
| 英国アカデミー賞             | 主演男優賞                                    | マーロン・ブランド                                                     | ノミネート |
| 英国アカデミー賞             | 助演男優賞                                    | ロバート・デュヴァル                                                   | ノミネート |
| 英国アカデミー賞             | アンソニー・アスキス賞                        | ニーノ・ロータ                                                         | 受賞       |
| 英国アカデミー賞             | 衣裳デザイン賞                                | アンナ・ヒル・ジョンストン                                             | ノミネート |
| 英国アカデミー賞             | 有望若手男優賞                                | アル・パチーノ                                                         | ノミネート |
| ゴールデングローブ賞         |                                               |                                                                        |            |
| 作品賞 (ドラマ部門)          |                                               | 受賞                                                                   |            |
| 監督賞                       | フランシス・フォード・コッポラ                | 受賞                                                                   |            |
| 主演男優賞 (ドラマ部門)      | マーロン・ブランド                            | 受賞                                                                   |            |
| 主演男優賞 (ドラマ部門)      | アル・パチーノ                                | ノミネート                                                             |            |
| 助演男優賞                   | ジェームズ・カーン                            | ノミネート                                                             |            |
| 脚本賞                       | フランシス・フォード・コッポラ マリオ・プーゾ | 受賞                                                                   |            |
| 作曲賞                       | ニーノ・ロータ                                | 受賞                                                                   |            |
| ニューヨーク映画批評家協会賞 | 助演男優賞                                    | ロバート・デュヴァル                                                   | 受賞       |
| 全米監督協会賞               | 長編映画監督賞                                | フランシス・フォード・コッポラ                                         | 受賞       |
| 全米脚本家組合賞             | 脚色賞                                        | フランシス・フォード・コッポラ マリオ・プーゾ                          | 受賞       |
| グラミー賞                   | 映画・テレビサウンドトラック部門              | ニーノ・ロータ                                                         | 受賞       |

### ランキング
評論家や映画関係者、一般視聴者によって選定された映画ランキングなどのリストで、必ずと言っていいほど上位に名前が挙げられる作品である。ここでは、本作が上位5位以内に挙げられたランキングを掲載する（太字でないものは『PART II』を含めた上での順位）。
- 「映画史上最高の作品ベストテン」（英国映画協会『Sight & Sound』誌発表）※10年毎に選出
  - 2002年：「映画批評家が選ぶベストテン」第4位
  - 2002年：「映画監督が選ぶベストテン」第2位
  - 2022年：「映画監督が選ぶベストテン」第3位
- 「AFIアメリカ映画100年シリーズ」
  - 1998年：「アメリカ映画ベスト100」第3位
  - 2005年：「映画音楽ベスト100」第5位
  - 2005年：「アメリカ映画の名セリフベスト100」第2位
  - 2007年：「アメリカ映画ベスト100（10周年エディション）」第2位
  - 2008年：「10ジャンルのトップ10 ギャング映画部門」 第1位
- 1998年：「Top 100 Films」（米『タイムアウト』誌発表）第1位
- 1999年：「100 GREATEST MOVIES OF ALL TIME」（米『エンターテインメント・ウィークリー』誌発表）第1位
- 2006年：「史上もっとも優れた映画脚本ベスト101」（全米脚本家組合発表）第2位
- 2008年：「歴代最高の映画ランキング500」(The 500 Greatest Movies of All Time)（英『エンパイア』誌発表）第1位
- 2009年：「映画人が選ぶオールタイムベスト100・外国映画編（キネ旬創刊90周年記念）」（『キネマ旬報』発表）第1位
- 2010年：「エッセンシャル100」（トロント国際映画祭発表）第4位
- 2013年：「オールタイムベスト100」（米『エンターテイメント・ウィークリー』誌発表）第2位
- 2014年：「ハリウッドの重鎮が選ぶ史上最高の映画ベスト100」（米『ハリウッド・リポーター』誌発表）第1位
- 2015年：「史上最高のアメリカ映画100本」（英BBC発表）第2位
- 2020年：「史上最高の映画ベスト50」（米『ビジネスインサイダー』誌発表）第2位

## 後世への影響

### 大衆文化への影響

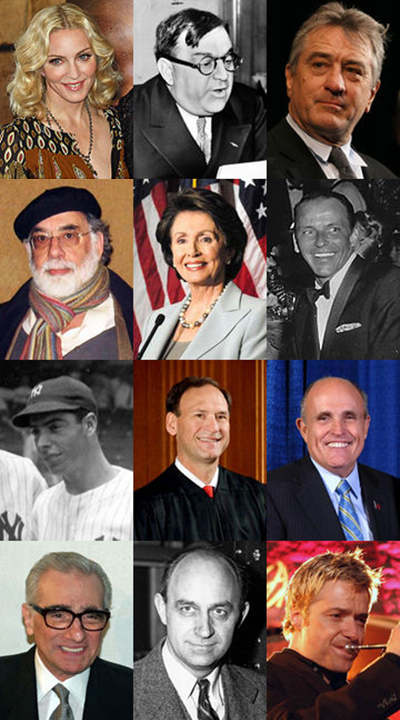
イタリア系アメリカ人の著名人

『ゴッドファーザー』は、ギャング映画としての枠を超え、大衆文化に至るまでその影響を広範囲に与えており、ステレオタイプに関する活発な議論の場にもなっている。公開当時までアメリカ国内ですらあまり知られていなかった「マフィア」の世界を一般に知らしめ、現在に至るまでそのステレオタイプを確立したことで、一方では、イタリア人およびイタリア系アメリカ人に悪影響を及ぼしたと指摘された。それはすなわち、本作のヒットによってイタリア系移民と組織犯罪が人種差別的に強く結びつけられたというものであった。2015年、イタリック・インスティテュート・オブ・アメリカは、1915年以降のイタリア人について描写された1,500以上のハリウッド映画を調査した結果、本作の公開後、イタリア人をギャングとして特集した映画は81%増加し、50年後に減速する兆候は見られなかった。さらに、イタリア人をギャングとしてフィーチャーした500本以上の映画のうち、それらの映画の90%近くは、実際には根拠のない架空のマフィアのキャラクターを描写しており、ハリウッドの脚本家によって夢見られた偽りのステレオタイプであった。また、2009年のFBIの統計に基づく報告書によれば、イタリア系アメリカ人の中で犯罪団体を組織しているのはわずか0.00782%であり、2000年の国勢調査ではイタリア系アメリカ人の67%がホワイトカラーの仕事をしていたのに対し、2000年の全国世論調査によると、（本作の影響の大きさは定かでないものの）アメリカ国民の74%はイタリア系アメリカ人がマフィアと関係があると信じていた。名付け親や代父を意味する「ゴッドファーザー」や、貴人への尊称である「ドン」という言葉は、本作によって「（決して好ましくないイメージをもった）組織の最高権力者・親分」を意味する言葉として世間一般に定着した。
しかしもう一方で、イタリア系アメリカ人の伝記作家であるトム・サントピエトロは、2012年に発表した著書『The Godfather Efferct』のなかで、本作はむしろイタリア系アメリカ人に対する多くのステレオタイプを抑制したと主張し、この研究は絶賛された。『ゴッドファーザー』では、残酷なマフィアがとても美しく撮影され、編集されているという事実に加えて、大学を卒業し、戦争の英雄を飾った最年少の弟であるマイケル・コルレオーネの温和な堅気の青年から冷酷なマフィアのボスへとそのキャラクター性が変容する様子も映しており、マイケルは決して無学で酷い訛りを発する古典的なイタリア系アメリカ人のイメージではなかった。また、ハリウッドにこれまで前例がなかった、イタリア系移民によってイタリア系移民が描かれた民族的マイノリティーのための映画であり、誇り高いエスニシティを強調した本作は、イタリア系アメリカ人だけでなく、あらゆる文化的ルーツを持つアメリカ人が個人的および国家的な自己同一性とその可能性、そしてそれに伴う失望への見方を変えた。さらにこの映画の根本的なテーマは、家族の感覚と愛の感覚である。米国史上初のアフリカ系アメリカ人大統領であるバラク・オバマが本作を最も好きな映画の一つに挙げていることも、この映画の偉大さを示す上でよく言及されている。

### 犯罪組織への影響
本作は既存のマフィア構成員のイメージを形成することに成功しただけでなく、マフィアに参加するための広告塔としての役割も果たしたと考えられている。1972年の映画公開当時、何人かのメンバーは、この映画はマフィアにとって最高の勧誘ツールだったとコメントしている。マフィア史家のジェリー・カペチは、「この映画によって、ギャングスターは名誉なき殺人者という実態に代わって、名誉ある人物になった」と述べている。『ゴッドファーザー』は、組織犯罪を汚職や違法行為と結びつけるのではなく、気高さ、敬意、伝統として説いている面があった。この映画が公開される以前のギャング映画では、善人と悪人が明確に区別されていたが、『ゴッドファーザー』はある種の「モラルの曖昧さ」をもたらし、登場人物をどう見るかは観客の手に委ねられることになった。マフィアのメンバーは悪意があり、一般大衆とはかけ離れたモラルに欠けた人物であるという、従来のマフィアの固定観念を打ち破る試みがいくつもなされている本作は、マフィアの生き方を積極的に紹介し、新しいマフィアを呼び込むことに貢献した。それまでマフィアを危険で残酷な存在、普通の権力者とは違う存在として見ていた人たちも、その考えを改めさせられた。コルレオーネ一家が見せる威信や気高さが、社会的な後押しを求める弱者を引き寄せたのかもしれない。マフィアとの関わりを考えていた若いイタリア系アメリカ人にとって、『ゴッドファーザー』は、少なくともその可能性を検討するための後押しになったのである。具体的な状況はともかく、この映画が将来の組織犯罪への関与を形成する上で大きな影響を与えたことは確かであった。コッポラ自身も、「マフィアの暴力を間接的に礼賛している」として、映画の人気とは対照的に一部の知識人たちから批判を受けたことを告白している。

### 映画界への影響
映画界への直接的な影響として、本作によってアメリカがマフィアの神話に恋する道を開いたことで、マーティン・スコセッシやブライアン・デ・パルマらが追随し、のちに『スカーフェイス』（1983年）、『アンタッチャブル』（1987年）、『グッドフェローズ』（1990年）、『ザ・ソプラノズ 哀愁のマフィア』（1999年-2007年）などの名作を生み出した。日本では、本作に着想を得て『仁義なき戦い』（1973年）が製作された。マフィアと組織文化的に似た面を持つ暴力団（ヤクザ）の抗争にその舞台を置き換え、よりドキュメンタリー性や激烈さや猥雑さに焦点を当てたこの映画は、国内で大ヒットを記録し、任侠映画を実録路線へと導いた。

### その他

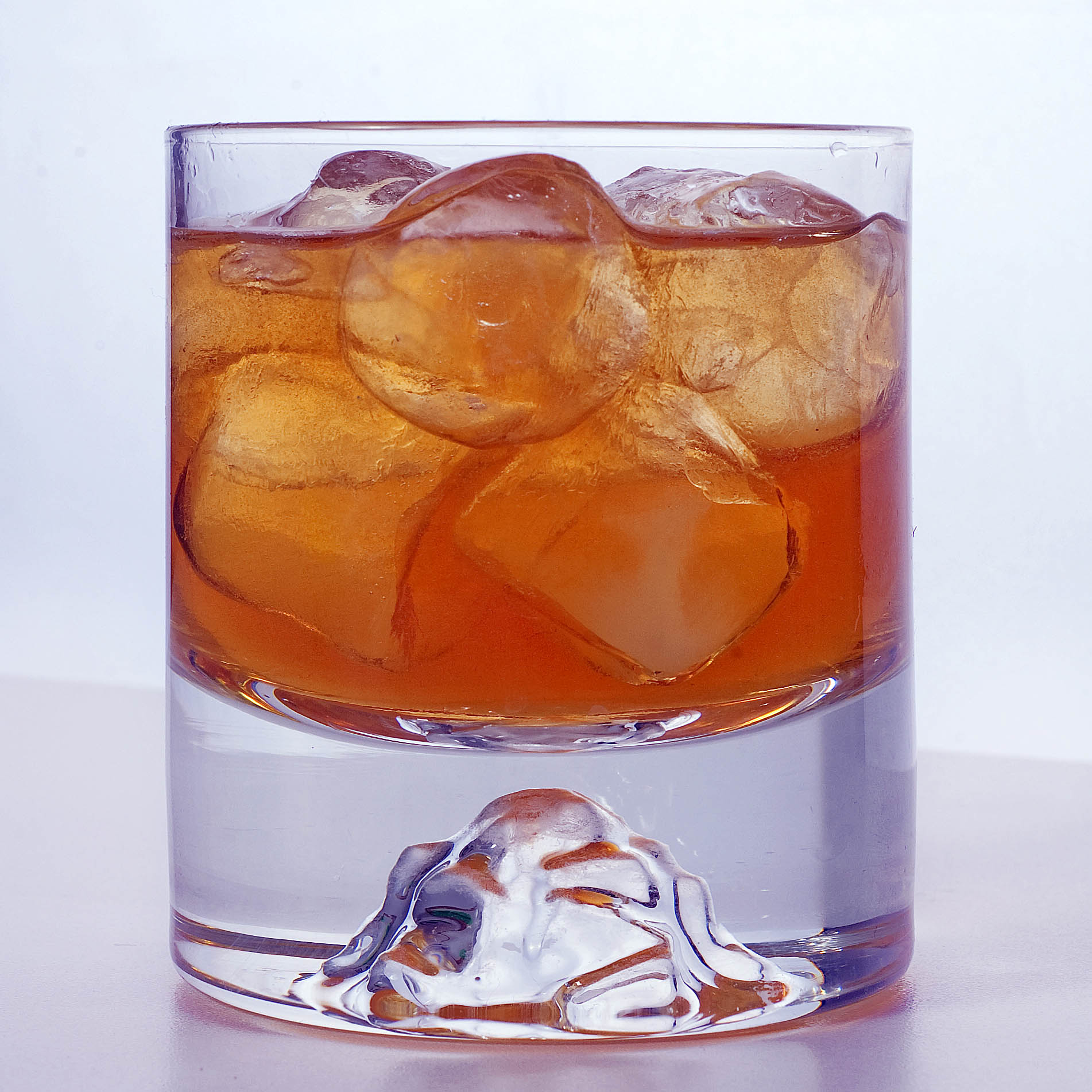
カクテルのゴッドファーザー

マフィアを題材にした作品として抜群の知名度を誇るため、他の映画やテレビドラマ、ゲームなどでパロディにされることも多い。作中でしばしば繰り返される印象的なセリフ「奴が決して断れない申し出をする」（原文：I'm gonna make him an offer he can't refuse）は特に有名であり、ブランドの特徴的な話し方と共にしばしば物真似の対象となっている。2005年にはアメリカ映画協会選定の名ゼリフランキングの第2位に選出された。また、カクテルの「ゴッドファーザー」はこの映画から名付けられたものである。
映画の中で出てくる「ルイズN.Y.ピザパーラー」はユニバーサル・スタジオ・ジャパンで再現され、イタリアン・レストランとして営業している。ただし映画に登場するのはLOUIS RESTAURANT、ユニバーサルスタジオジャパンにあるのはLOUIE'S PIZZA PARLOR、共通するのは「ニューヨークにあるイタリア系の店」という設定のみで、メニューや内装が同じわけではない。